# Lista odcinków serialu Seks w wielkim mieście
Lista odcinków serialu „Seks w wielkim mieście” – emitowanego w amerykańskiej telewizji HBO od 6 czerwca 1998 roku do 22 lutego 2004 roku. Kontynuację wątków z serialu można było obejrzeć w dwóch filmach: „Seks w wielkim mieście: film” z 2008 i „Seks w wielkim mieście 2” z 2010 roku.
W styczniu 2021 roku potwierdzono kontynuację serialu jako 10 odcinków kolejnego, 7. sezonu, bez udziału Kim Cattrall.

## Lista odcinków

### Seria 1
| 1 | Sex and the City                      | Seks w wielkim mieście        | Susan Seidelman   | Darren Star                          | 6 czerwca 1998   |
| Na kolejnych urodzinach, będącej już po trzydziestce, sarkastycznej absolwentki Harvardu i prawniczki Mirandy Hobbes (Cynthia Nixon), zebrały się jej niezamężne przyjaciółki. Wyzwolona seksualnie specjalistka PR Samantha Jones (Kim Cattrall), marszand i romantyczka Charlotte York (Kristin Davis) oraz pisząca o przygodach swych towarzyszek, neurotyczka i melancholiczka, Carrie Bradshaw (Sarah Jessica Parker). Ostatnia z nich spotkała kilkakrotnie przystojnego i bogatego maklera, pana Biga (Chris Noth). Miranda zaczęła się umawiać z młodszym informatykiem, przemiłym Skipperem Johnstonem (Ben Weber). Charlotte poszła na randkę z Capotem Duncanem (Jeffrey Nordling), pożądanym, lecz toksycznym kawalerem. Nie chciała się z nim przespać, więc wrócił on do mieszkania z Samanthą. |                                       |                               |                   |                                      |                  |
| 2 | Models and Mortals                    | Modelki i zwykli śmiertelnicy | Alison Maclean    | Darren Star                          | 14 czerwca 1998  |
| Po tym jak Miranda i Skipper przespali się ze sobą, kobieta spotkała się Nickiem Waxlerem (Josh Pais). Był on fanem spotkań wyłącznie z modelkami. Była wściekła na niego i po raz drugi napotkała Skippera w sklepie. Zaprosiła go do siebie na noc. Carrie przeprowadziła mały wywiad środowiskowy z innym zdobywcą modelek, Barkleyem (Gabriel Macht), który nagrywał swe podboje seksualne z nimi. Derek (Andrea Boccaletti), model prezentujący bieliznę i klient jej przyjaciela Stanforda Blatcha (Willie Garson), po pokazie mody pojechał do domu Carrie, by tam pójść spać. Nie kochali się ze sobą. Samantha złapała Barkleya po pokazie. Przespała się z nim i wymusiła na nim nagranie ich stosunku. |                                       |                               |                   |                                      |                  |
| 3 | Bay of Married Pigs                   | Zatoka żonatych świń          | Nicole Holofcener | Michael Patrick King                 | 21 czerwca 1998  |
| Carrie zaproszono przez architektkę Patience (Jennifer Guthrie) i maklera Petera (David Healy) do ich domku na plaży w Hamptons. Nazajutrz rano zobaczyła go jednak bez spodni i majtek, w całej okazałości. Przyjaciele przedstawili jej Seana (Scott Rabinowitz), mężczyznę, który chciał się ożenić. Przyjaciel z pracy Mirandy, przedstawił jej lesbijkę Sid (Joanna Adler) podczas meczu softballa i to w ramach randki w ciemno. Obie zostały zaproszone przez Chipa (David Forsyth), starszego wspólnika, na kolację z kilkoma parami. Charlotte, po tym jak Carrie zerwała z Seanem, została umówiona z nim przez pisarkę, ale zerwali z powodu różnicy gustów. Samantha na parapetówce u Seana zauważyła, że są tam same pary i do tego, niektórzy byli kiedyś jej jednorazowymi kochankami. Upiła się i przespała z odźwiernym (Karl Geary) budynku w którym mieszkała Charlotte.                              |                                       |                               |                   |                                      |                  |
| 4 | Valley of the Twenty – Something Guys | Dolina dwudziestoparolatków   | Alison Maclean    | Michael Patrick King                 | 28 czerwca 1998  |
| Carrie i Big kilkakrotnie spotkali się przez przypadek. Dlatego też zdecydowali się oficjalnie umówić ze sobą. Na otwarciu nowej restauracji, organizowanym przez Samanthę, poznała dwudziestoparoletniego Sama (Timothy Olyphant). Dwa razy została zignorowana przez Biga, więc przespała się z Samem. Umawiała się z nim wieczorami, ale w świetle dnia nie był już on tak atrakcyjny dla niej. Miranda dalej randkowała ze Skipperem. Charlotte spotykała się od kilku tygodni z Brianem (Josh Stamberg). Poprosił ją o seks analny, ale nie mogła tego zrobić i odmówiła. Chłopakiem Samanthy, podobnie jak Carrie, był młody kucharz o imieniu Jon (Kohl Sudduth). Pomimo doskonałego seksu, rzuciła go gdy ten jej wytknął, że ma urocze zmarszczki na szyi. |                                       |                               |                   |                                      |                  |
| 5 | The Power of Female Sex               | Potęga płci żeńskiej          | Susan Seidelman   | Jenji Kohan i Darren Star            | 5 lipca 1998     |
| Carrie spotkała w sklepie „Dolce & Gabbana”, atrakcyjną międzynarodową imprezowiczkę, Amalitę Amalfi (Carole Davis) wraz z jej mężem Carlo. Amalita zapoznała felietonistkę z przystojnym, rozwiedzionym francuskim architektem Gillem (Ed Fry). Carrie wspomniała mu, że jest finansowo „spłukana”. Po wspólnie spędzonej nocy w hotelu, zostawił jej 1000 dolarów w gotówce. Miranda, której seksualność owładnęła Skipperem, uznała, że śniadanie w hotelu a pieniądze to dwie różne sprawy. Samantha stwierdziła, że wystąpiła tylko wymiana form władzy, czyli pieniędzy za seks. Także dzięki Carrie, Samantha zrealizowała swoje marzenie. Dostała się do wnętrza najmodniejszej wówczas restauracji „Balzac”. Galerię Charlotte odwiedził Neville Morgan (Charles Keating). Na jego prośbę, ze względu na karierę i brak sprzeciwu u żony, Gertrude (Phyllis Somerville), zgodziła się, by namalował jej pochwę. |                                       |                               |                   |                                      |                  |
| 6 | Secret Sex                            | Potajemny seks                | Michael Fields    | Darren Star                          | 12 lipca 1998    |
| Carrie i Big mieli pierwszą oficjalną randkę, na której się przespali. Po drugiej, tym razem już „tradycyjnej randce”, zaczęła się obawiać, że Big wstydzi się z nią pokazywać. Ten chciał ją tylko najpierw lepiej poznać. Miranda zaczęła umawiać się ze swoim trenerem, Tedem Bakerem (David Aaron Baker). Zerwał z nią, po tym jak dowiedział się, że Miranda odkryła u niego kasetę erotyczną zawierającą sceny typu spanking. Charlotte przespała się z Żydem, Shmuelem (Glenn Fleshler). Był to tylko jeden raz, ponieważ wstydziła się tego. Samantha wyznała Carrie, że nie miała nikogo na liście kochanków czy adoratorów, kogo by się wstydziła. |                                       |                               |                   |                                      |                  |
| 7 | The Monogamists                       | Monogamiści                   | Darren Star       | Darren Star                          | 19 lipca 1998    |
| Carrie i Big zaczęli się regularnie spotykać. Ona dowiedziała się, że spotykał się z tyloma kobietami, że poszła na inne przyjęcie z Jaredem (Justin Theroux). Mężczyzna chciał, by po przyjęciu Carrie poszła z nim do jego domu, ale ona odrzuciła tę ofertę. Poprosiła Biga, by przyjechał i zdecydowali, że będą tylko ze sobą. Samantha zaczęła szukać nowego mieszkania. Rick Connelly (Michael Dale) umożliwił przy tym połączenie jej dwóch pasji: nieruchomości i seksu. Miranda zaczęła być zazdrosna o Skippera, gdy zobaczyła go z Allison (Kate Jennings Grant). Jednakże zraniła go odrzuceniem jego oferty na stały związek. Charlotte była praktycznie zaręczona z Michaelem Conway (Jack Koenig). Zarówno on, jak i jego pies, byli idealni, tylko, że on chciał, by zrobiła mu fellatio. Zerwała z nim, bo nie mogła się przełamać.                                                                    |                                       |                               |                   |                                      |                  |
| 8 | Three’s a Crowd                       | Troje to tłum                 | Nicole Holofcener | Jenny Bicks                          | 26 lipca 1998    |
| Carrie odkryła, że Big był kiedyś żonaty. Poznała jego eks – żonę Barbarę (Noelle Beck), a ta wyznała, że jej były przespał się z jej przyjaciółką. Big natomiast wyjaśnił, że szukał kogoś innego w swym życiu. Miranda miała sny, że nikt jej nie chce poprosić do trójkąta seksualnego. Zaczęła chodzić do terapeuty, ale nie dało to żadnych efektów. Wyleczyła ją dopiero para, która okazała seksualne zainteresowanie prawniczką. Charlotte zakochała się w Jacku (Joseph Murphy), ale ten wybłagał od niej, by ich igraszkach miłosnych uczestniczyła jeszcze jedna kobieta. Niestety, Jack i „ta druga” (Amy de Lucia) byli bardziej rozgrzani do tego pomysłu niż ona. Samantha romansowała z żonatym mężczyzną (P.J. Heslin). Ten powiedział jednak swojej żonie Ruth (Lisa Emery), że ją rzuca, dlatego też żona zaproponowała Samancie seksualny trójkąt, co Jones odrzuciła.                               |                                       |                               |                   |                                      |                  |
| 9 | The Turtle and the Hare               | Zając i żółw                  | Michael Fields    | Susan Kolinsky                       | 2 sierpnia 1998  |
| Carrie była w szoku, gdy usłyszała od Biga, że ten się nigdy nie ożeni. Stanford poprosił ją o rękę w nadziei, że uzyskania części swojej rodzinnej fortuny. Ostatecznie Big upewnił ją, że mogą popracować nad ich związkiem. Miranda i Charlotte kupiły sobie bardzo skuteczny wibrator o nazwie „królik”, ale York się od niego uzależniła. Miranda i Carrie zainterweniowały u niej w tej sprawie. Samantha umówiła się z „żółwiem”, Bernie Turtletaubem (Timothy Wheeler), człowiekiem sukcesu o słabszej prezencji i paskudnym oddechu. Postanowiła go zmienić, ale ostatecznie doszła do wniosku, że „żółw” pozostanie „żółwiem”. |                                       |                               |                   |                                      |                  |
| 10 | The Baby Shower                       | Ciążowe przyjęcie             | Susan Seidelman   | Terri Minsky                         | 9 sierpnia 1998  |
| Cztery przyjaciółki z Nowego Jorku zostały zaproszone na ciążowe przyjęcie do swej starej znajomej, Laney Berlin (Dana Wheeler – Nicholson). Była kiedyś szaloną imprezowiczką i rywalką Samanthy jeśli chodzi o uwagę mężczyzn. Teraz, od dwóch lat była żoną bankiera i mieszkała na przedmieściach w Connecticut. Carrie została zmuszona przez krótki czas do myślenia o macierzyństwie, z powodu jej spóźniającego się okresu. Miranda cynicznie podeszła do przyjęcia u Lanie. Stwierdziła, że to kółko wyznawczyń „macierzyństwa”. Samantha urządziła przyjęcie dla bezdzietnych. Lanie przyjechała na nie i, ku uciesze Samanthy, upokorzyła się na nim. Wciąż samotna Charlotte po wizycie u Lanie była zdruzgotana, że jej plany na bycie żoną i matką rozsypały się. Dopiero zabawa u Samanthy i poznanie nowego mężczyzny odbudowało jej marzenia.                                                           |                                       |                               |                   |                                      |                  |
| 11 | The Drought                           | Posucha                       | Matthew Harrison  | Michael Green i Michael Patrick King | 16 sierpnia 1998 |
| Carrie i Big zaczęli rzadziej ze sobą sypiać, zwłaszcza od momentu, gdy ona wypuściła gazy jelitowe w jego łóżku. Dostała na jego temat obsesji i by rozproszyć uwagę, przemalowała swą kuchnię. Była też widzem „seksualnego maratonu” pary z naprzeciwległego okna. Big w końcu przyszedł do jej domu i tam zaczęli się kochać. Miranda od trzech miesięcy nie uprawiała seksu. Wyładowała swą wściekłość na robotniku budowlanym (Joe Mosso), który ją wcześniej wulgarnie zaczepiał. Charlotte spotykała się z byłym maniakiem seksualnym i byłym chłopakiem Carrie, Kevinem (David Lee Russek). Przestał on być aktywny seksualnie wskutek działania prozaca, dlatego Charlotte go rzuciła. Samantha odkryła, że jej trener jogi, Siddhartha (Anthony DeSando) od 3 lat był abstynentem seksualnym. Dzięki niemu nauczyła się, że wstrzemięźliwość też może być przyjemna, ale wkrótce wróciła do seksu.            |                                       |                               |                   |                                      |                  |
| 12 | Oh Come All Ye Faithful               | Przybądźcie wierni            | Matthew Harrison  | Michael Patrick King                 | 23 sierpnia 1998 |
| Carrie przedstawiła się matce Biga (Marian Seldes), wbrew jego woli. Dostrzegła też, że tylko ona w tym związku się starała, by było im dobrze, dlatego zerwała z nim. Miranda umawiała się z pisarzem i katolikiem, Thomasem Andersonem (John Benjamin Hickey). Po każdym stosunku brał prysznic ponieważ, myślał, że zmywa grzech związany z seksem. Dlatego też inaczej spojrzała na Skippera, którego spotkała na zabawie tanecznej zorganizowanej przez Stanforda. Charlotte zgłosiła się do dwóch wróżek, aby sprawdziły, kiedy wyjdzie za mąż. Obydwie nie widziały małżeństwa, ale marszandka nie przyjęła tego do wiadomości. Samantha po raz pierwszy od wielu lat zakochała się, w przystojnym Jamesie (James Goodwin). Niestety, jego mały penis, wpędził ją w prawdziwą rozpacz. |                                       |                               |                   |                                      |                  |

### Seria 2
| 1 | Take Me Out to the Ballgame                           | Wracam do gry                                          | Allen Coulter        | Michael Patrick King              | 6 czerwca 1999      |
| Miesiąc po zerwaniu z maklerem, Carrie poznała Joe (Mark Devine), gracza „New York Yankees”. Przygotowywała się też na pierwsze spotkanie z Bigiem, do którego doszło w najlepszym dla niej czasie. Pomimo tego, rozkleiła się i spotkała się z Mirandą. Charlotte umówiła się z Paulem (Robert Bogue), który drapał się notorycznie po kroczu. On zerwał z York, gdy kupiła mu slipki, ponieważ nie zrozumiał aluzji. Samantha, mimo że minął miesiąc, nadal umawiała się z Jamesem. Postanowiła go nauczyć jak być dobrym w łóżku, ale jego mały penis był główną przeszkodą, by to osiągnąć. Miranda była wściekła na swe przyjaciółki, że rozmawiają tylko o mężczyznach. Gdy sama poznała na ulicy byłą „miłość swego życia”, Eryka, z inną kobietą, przyznała Carrie, że zapomniała jak boli zerwanie. |                                                       |                                                        |                      |                                   |                     |
| 2 | The Awful Truth                                       | Okrutna prawda                                         | Allen Coulter        | Darren Star                       | 13 czerwca 1999     |
| Carrie przez przypadek zasugerowała swej przyjaciółce, Susan Sharon (Molly Price), by rozwiodła się z Richardem (Neal Jones). Zaprosiła też Biga na swe urodziny, który to wcześniej przesłał jej wielkie róże. Po urodzinach Bradshaw, Sharon wróciła do męża. Miranda nie mogła ścierpieć, że jej chłopak Aaron (Neil Pepe), uwielbia mówić świństwa podczas seksu. Gdy już sama zaczęła to robić, przekroczyła jego granicę przyzwoitości. Charlotte zastąpiła dążenie do zdobycia perfekcyjnego mężczyzny, niezbyt perfekcyjnym psem, Henrym. Szybko oddała go Sharon. Samantha i James od 3 tygodni nie sypiali ze sobą. Razem poszli do terapeutki seksualnej (Marilyn Sokol), których to ona nienawidziła. Tam wyznała mu, że ma za małego penisa, a James z nią zerwał. |                                                       |                                                        |                      |                                   |                     |
| 3 | The Freak Show                                        | Parada dziwolągów                                      | Allen Coulter        | Jenny Bicks                       | 20 czerwca 1999     |
| Carrie była przerażona, gdy odkryła, że mężczyźni to dziwaki. Jeden z nich (Grant Varjas) bardzo chciał zarobić fortunę, kosztem ideałów. Drugi (James Joseph O’Neil) wrzeszczał na innych mężczyzn, gdy za blisko stali. Trzeci (Thomas Pescod) kradł książki za dolara. Sama nie zauważyła, gdy stała się dziwaczką u zwyczajnego Bena (Ian Kahn). Miranda była rozczarowana, gdy kolega Bena, Luke (David Wike), od 10 lat nie opuścił Manhattanu. Charlotte spotykała się z „panem cipką”, Mitchellem Sailor (Charlie Schroeder). Słynął on z tego, że uwielbiał wylizywać łechtaczkę. Po serii orgazmów, Charlotte nie udało się zbudować z nim głębszego związku. Samantha wszczepiła sobie tłuszcz z pośladków w policzki. Chciała więcej poprawek u chirurga plastycznego, ale gdy lekarz podkreślił jej całe ciało do stopniowej naprawy, rozpłakała się. |                                                       |                                                        |                      |                                   |                     |
| 4 | They Shoot Single People, Don’t They?                 | Czyż nie dobija się samotnych ludzi?                   | John David Coles     | Michael Patrick King              | 27 czerwca 1999     |
| Carrie, po suto zakrapianej alkoholem imprezie z przyjaciółkami, zrobiono okropne zdjęcie w New York Magazine. Chciała się rozerwać z Jakiem (Bradley Cooper) i udowodnić wszystkim, że jej „wspaniałość” nie może być kwestionowana. Gdy ponownie zobaczyła swe złe zdjęcie, poszła po rozum do głowy i wróciła do domu sama. Miranda spotkała się ze swoim byłym chłopakiem i okulistą, Joshem (Mark Feuerstein). Już drugi raz musiała przy nim udawać orgazmy i dała sobie z nim spokój. Charlotte związała się ze swoim przystojnym monterem, Tomem (Tom Gilroy). Wkrótce dotarło do nich, że ich związek jest udawany i zakończyli go. Samantha spotkała się z Williamem (Robert Montano), poznanym podczas zabawy z koleżankami. Nabrał ją na to, że będą wszystko razem robić i przespała się z nim. Nie przyszedł na kolację na którą się umówili. Dlatego też, gdy go znowu spotkała, oblała go szampanem. |                                                       |                                                        |                      |                                   |                     |
| 5 | Four Women and a Funeral                              | 4 kobiety i pogrzeb                                    | Allen Coulter        | Jenny Bicks                       | 4 lipca 1999        |
| Carrie wskrzesiła swój związek i miłość z Bigiem. Ukryła ten fakt przed przyjaciółkami. Miranda kupiła swoje pierwsze mieszkanie. Gdy dowiedziała się, że poprzednia samotna właścicielka tam zmarła, dostała ataku paniki. Zrozumiała w końcu, że nie umrze sama, ale przy tym nie będzie samotna. Charlotte, w trakcie pogrzebu Javiera, poznała przystojnego wdowca, Neda (Kurt Deutsch). Spodobał się kobiecie, ale nie do przyjęcia był dla niej fakt, że posiadał jednocześnie już trzy żony/partnerki. Samantha zaczęła zbierać fundusze na zakład odwykowy dla pracowników świata mody. Sandy Cranwell (Felicity LaFortune) przyłapała ją, gdy podczas jednej z takich wizyt, ściskała pośladek jej męża Richarda „Dicka” Cranwella (Michael De Vries), który sam się temu nie opierał. Stała się „Persona non grata” dla elit miasta. Dopiero „Leonardo DiCaprio, który spadł jej z nieba” zakończył ten koszmar i przywrócił ją dla elit. |                                                       |                                                        |                      |                                   |                     |
| 6 | The Cheating Curve                                    | Krzywa zdrady                                          | John David Coles     | Darren Star                       | 11 lipca 1999       |
| Carrie i Big po raz drugi, zaczęli się oficjalnie spotykać. Kobieta powiedziała też o tym swoim koleżankom. Miranda związała się z innym absolwentem Harvardu, Ethanem (Rob Campbell). Ten mógł osiągnąć satysfakcję seksualną tylko przy oglądaniu pornografii. Gdy zrozumiała, że z tym nie skończy, zerwała z nim. Charlotte zaprosiła na wystawę prac lesbijki Yael, swą najnowszą zdobycz, Garetha Davisa (Sean Haberle), który szybko ją zdradził, przez uganianie się w archiwum pracowni za inną kobietą (Juliana Francis). Zerwała z nim, przez jego żałosne wymówki. Poszła za to na kilka zabaw z lesbijkami, m.in. Eillen (Mary B. McCann) i Lydią (Tamara Tunie). Dopiero Patty Aston (Jodi Long), bogata rozwódka, odradziła jej podążania tą drogą. Samantha umówiła się ze swoim trenerem ze siłowni (Chris John). Po udanym seksie, wygolił jej błyskawicę na włosach łonowych. Wkrótce inna kobieta (Juliana Francis) uświadomiła jej w saunie, że tak oznaczał kobiety. |                                                       |                                                        |                      |                                   |                     |
| 7 | The Chicken Dance                                     | Taniec kaczuszek                                       | Victoria Hochberg    | Cindy Chupack                     | 18 lipca 1999       |
| Carrie irytowało, że Big nie mógł zwrócić uwagi na nią. Nie podpisał się na weselnej karcie, nie wysłuchał do końca wiersza jaki Carrie napisała na wesele oraz z nią nie zatańczył. Ostatecznie wyszli razem z uroczystości przytuleni do siebie. Koleżanka Mirandy, Madeline Dunn (Carrie Preston), wyposażyła wnętrze jej mieszkania. Powodem tego był Jeremy Fields (Stephen Barker Turner), który miał do niej przyjechać z Londynu. Jeremy i Madeline poznali się w mieszkaniu Mirandy i po 4 tygodniach znajomości, pobrali się. To zirytowało ignorowaną Mirandę. Charlotte na ślubie oraz weselu Fieldsów poznała miłego Martina Healy (Mike Dooly). Zdążyła się z nim przespać, ale ten zerwał z nią, bo nie uwierzył, gdy jego ojciec (Kevin Hagan) złapał Charlotte za pośladki. Samantha przez krótki czas zastanawiała się, czy nie przenieść się do innego miasta. Tak kwestia nurtowała ją od czasu jak po raz drugi przespała się z tym samym kochankiem (John Mese), co 15 lat wcześniej. |                                                       |                                                        |                      |                                   |                     |
| 8 | The Man, The Myth, The Viagra                         | Facet, mit i viagra                                    | Victoria Hochberg    | Michael Patrick King              | 25 lipca 1999       |
| Carrie i Big byli na doskonałej randce. Dlatego twierdziła przy dziewczynach, że jej związek jest inny niż poprzedni. Gdy razem robili kolacje, poprosiła go, by spotkał się z jej przyjaciółkami. Odmówił, bo chciał zostać w domu, ale w końcu przyszedł do baru „mrzonka”. Miranda, po nieudanej randce, jak się okazało, z żonatym, ale będącym w separacji Alanem (Bruce MacVittie), poznała barmana Steve’a Brady (David Eigenberg). Po cudownym seksie obiecał, że zadzwoni, w co ona nie uwierzyła. Dopiero, gdy Big przyszedł do nich do „mrzonki”, dała mu szansę. Charlotte, podczas wspólnego posiłku nadal wierzyła w szczęśliwe małżeństwa lub związki rozwiedzionych z poprzednimi partnerami ludzi. Na dowód wskazała im Carrie i Biga. Samantha spotkała się z Edem (Bill McHugh), bogatym 70-letnim staruszkiem, z kieszenią pełną viagry. Podarował on jej kilka kosztownych drobiazgów i w zamian poprosił, by towarzyszyła mu do śmierci. Początkowo się zgodziła, ale uciekła od niego, gdy zobaczyła jego starcze ciało.                                                                                            |                                                       |                                                        |                      |                                   |                     |
| 9 | Old Dogs, New Dicks                                   | Pies na baby/ Mężczyzny nie zmienisz                   | Alan Taylor          | Jenny Bicks                       | 1 sierpnia 1999     |
| Carrie nie mogła zdzierżyć tego, że Big oglądał się na inne kobiety, gdy byli razem. Zastanawiała się na ile może zmienić mężczyznę. W końcu zaczęli o tym rozmawiać, gdy Big po raz pierwszy spędził noc u Carrie. Miranda i Steve mieli całkowicie różne godziny pracy. Dlatego wściekała się, gdy Steve chciał porannego seksu, w czasie gdy ona szykowała się do kancelarii. Darowała sobie jego przemianę. Charlotte była przerażona, że umawia się z nieobrzezanym Mikiem (Alex Draper). Specjalnie dla niej poszedł on na operację odcięcia napletka. Wkrótce też zdecydował się zakończyć relację, by wypróbować nowe możliwości swojego odmienionego penisa. Samantha odkryła, że też może zmienić mężczyzn. Spotkała bowiem swego eks – kochanka, Brada (Steven Polito) który został drag queen o imieniu Samantha. |                                                       |                                                        |                      |                                   |                     |
| 10 | The Caste System                                      | System kastowy                                         | Allison Anders       | Darren Star                       | 8 sierpnia 1999     |
| Carrie znowu czuła się nie pewnie, gdy Big zaprosił ją na przyjęcie wyższych sfer, ale nie mógł okazać jej uczucia. Dlatego poszła z przyjęcia ze starym znajomym Jeramiahem (Sam Ball) do swojego mieszkania. Nie uprawiali seksu, a nazajutrz Big zadzwonił do Carrie i wyznał jej miłość. Nad Mirandą i Steve’em zaciążyła różnica w ich poziomie życia oraz dochodów. Ona chciała mu kupić drogi garnitur, którego on nie przyjął. Barman zerwał z nią z powyższego powodu. Charlotte poznała w swej galerii sławną gwiazdę, Wylie Forda (Brian Van Holt). Zauroczyła się nim, ale wkrótce ujrzała, że jest nie jest przez niego szanowana jako ukochana, lecz jako zwykła fanka. Samantha spotykała się z niesamowicie bogatym Harveyem (James Michael McCauley), który posiadał w domu azjatycką pomoc domową, Sum (Jina Oh). Niestety, ona nie była uprzejma dla specjalistki PR. Samantha sama zrozumiała, że w życiu Harveya jest i będzie miejsce tylko dla Sum. |                                                       |                                                        |                      |                                   |                     |
| 11 | Evolution                                             | Ewolucja                                               | Pam Thomas           | Cindy Chupack                     | 15 sierpnia 1999    |
| Carrie miała problem, bo Big nie pozwalał jej zostawiać u siebie swoich rzeczy. Miała do niego o to pretensje, ale odkryła w jego szafie ich wspólne zdjęcie. Wiedziała, że już jest w jego domu. Ginekolog Mirandy odkrył, że jej prawy jajnik przestał produkować komórki jajowe. Odstawiła też swoje tabletki antykoncepcyjne, ale nie była gotowa na zamrożenie jajeczek. Charlotte spotkała się ze swoim przyjacielem i cukiernikiem, Stephanem (Dan Futterman). Sądziła, że jest gejem, ale okazał się heteroseksualistą o manierach geja. Gdy przestraszył się myszy we własnej kuchni, uznała, że jest zbyt męska dla niego i zerwała z nim. Samantha obmyśliła plan zemsty na swoim byłym ukochanym, Dominicu (John Shea) który przed laty rzucił ją dla muzułmańskiej modelki. Chciała go kusić swym wdziękiem, by w ostatniej chwili go rzucić. Ostatecznie poszli razem do łóżka. Nazajutrz Dominic powiedział Samancie, że wróci do swej byłej żony. Samantha natomiast stwierdziła, że jest lepszą osobą od Dominica. |                                                       |                                                        |                      |                                   |                     |
| 12 | La Douleur Exquise!                                   | Cierpienie uszlachetnia                                | Allison Anders       | Ollie Levy i Michael Patrick King | 22 sierpnia 1999    |
| Carrie wpadła w szał, gdy Big zwierzył się jej, że pojedzie do Paryża na 7 miesięcy. Felietonistka chciała nawet jechać z nim tam, ale on powiedział jej, żeby nie liczyła na coś więcej. Po pożegnalnym seksie, zerwała z nim. Miranda spotykała się z Jackiem (Will Arnett), którego fetyszem, by seks w miejscach publicznych. Najlepiej takich, gdzie ktoś ich mógł nakryć. Uprawiali go m.in. w korytarzu bloku mieszkalnego, windzie i parku. Zerwała z nim, gdy jego rodzice nakryli go z nią w sypialni. Charlotte idąc ulicami nowego Jorku, weszła do sklepu obuwniczego, gdzie pracował Buster (James Urbaniak). Był on fetyszystą stóp i w zamian za przymierzenie kilkunastu par pantofli, Charlotte uzyskała inne, także drogie, dla siebie. Samantha zorganizowała otwarcie nowej restauracji o wystroju i charakterze sadomasochistycznym. Stanford Blatch czatował przez internet z anonimowym kochankiem. Umówili się w barze, do którego można było wejść tylko w majtkach. Poznał przy tym miłego, młodego geja (Chris Payne Gilbert).                                                                                 |                                                       |                                                        |                      |                                   |                     |
| 13 | Games People Play                                     | Gry i gierki                                           | Michael Spiller      | Jenny Bicks                       | 29 sierpnia 1999    |
| Carrie, za namową przyjaciółek, poszła na terapię, bo one nie mogły już słyszeć o Bigu. Udała się do najlepszej wówczas psycholożki, Ellen Greenfield (Anne Lange), która stwierdziła, że Carrie przyciąga dziwnych mężczyzn. Tam spotkała Setha (Jon Bon Jovi), z którym wkrótce się przespała. Po fakcie, dowiedziała się, że on cierpi na gwałtowny spadek zainteresowania „zaliczonymi” dziewczynami. Przestała także uczęszczać na terapię. Miranda zauważyła, że ktoś (George Hahn) ją podrywa przez okno, z drugiego bloku. Przystąpiła do tańca godowego, ale on wkrótce wyjaśnił jej, że chciał na sobie skupić uwagę sąsiada z piętra poniżej jej. Charlotte wsparła Mirandę i Samanthę gdy te doradziły Carrie terapię. Zdradziła też, że gierki są jedynym sposobem na faceta. Samantha poderwała w barze gorliwego fana baseballa (Steve Scionti). On kochał się z nią tylko po zwycięskim meczu. Mając w perspektywie inny sezon z ciągle przegrywającą grupą, zerwała z nim. |                                                       |                                                        |                      |                                   |                     |
| 14 | The Fuck Buddy                                        | Łóżkowy kumpel                                         | Alan Taylor          | Darren Star                       | 5 września 1999     |
| Carrie postanowiła zbudować związek z łóżkowym kumplem, Johnem (Dean Winters). Niestety, nie udało jej się to. Popsuła przez to z nim swoje dotychczasowe, czysto łóżkowe relacje i nigdy więcej się z nim nie zobaczyła. Miranda spotykała się ze skrajnie nieuprzejmym i gderliwym adwokatem, Kevinem (David Lansbury). Nawet po awansie, nie zmienił się, dlatego z nim zerwała. Dzięki niemu stała się optymistką i spotkała przez przypadek Skippera, którym się bardzo zainteresowała. Charlotte, za radą przyjaciółek, postanowiła iść na dwie randki, tej samej nocy. Niestety, gdy była z innym przystojniakiem (Louis Aguirre), Erik (Jon Patrick Walker) przyniósł jej lekarstwo na ból gardła i obydwoje mężczyzn wróciło taksówką do siebie. Samantha, leżąc w łóżku, słyszała jęki drugiej pary wywołane seksem, dobiegające z mieszkania obok. Po ich zaproszeniu, postanowiła do nich dołączyć. Okazali się podstarzałymi imigrantami ze Wschodniej Europy, kompletnie nie w typie sąsiadki. |                                                       |                                                        |                      |                                   |                     |
| 15 | Shortcomings                                          | Drobne niedostatki                                     | Dan Algrant          | Terri Minsky                      | 12 września 1999    |
| Carrie spotykała się z bardzo zdolnym pisarzem Vaughnem Wyselem (Justin Theroux), który miał problem z przedwczesną ejakulacją. Niestety, nie chciał o tym rozmawiać i pisarka musiała zerwać z nim i jego perfekcyjną rodziną, zwłaszcza matką (Valerie Harper). Miranda w windzie siłowni, zaznajomiła się z Richardem Cobbem (Jake Burbage) i jego synem, Simonem (Jake Burbage). Poszła z nim na kilka randek, ale wszystko się skończyło, gdy uderzyła jego syna przez przypadek framugą od drzwi łazienki. Brat Charlotte, Wesley York (Jack Mulcahy) przyjechał do niej z wiadomością, że odchodzi od żony. Samantha wyleczyła go poprzez seks. Po wspólnej i gorącej nocy, Wesley uświadomił sobie, że brakowało mu tak gorącej kobiety jak przyjaciółka siostry. Charlotte była wściekła na Samanthę, ale po tym co usłyszała od brata, przeprosiła ją z pomocą domowych babeczek. |                                                       |                                                        |                      |                                   |                     |
| 16 | Was It Good For You?                                  | Było ci dobrze?                                        | Dan Algrant          | Michael Patrick King              | 19 września 1999    |
| Carrie przez zupełny przypadek spotkała na swojej drodze Patricka (Richard Joseph Paul), anonimowego alkoholika. Został mu jeszcze miesiąc terapii, podczas której miał zakaz spotykania się z kobietami. Wkrótce Patrick, opierając się na starej zasadzie, że inny nałóg najskuteczniej zastępuje stary, dostał obsesji na punkcie Carrie i ta z nim zerwała. Charlotte była zrozpaczona, gdy Bram Walker (Kevin J. Flynn) zasnął podczas stosunku. Udała się, wraz z przyjaciółkami, do dr G Shapiro (Elżbieta Czyżewska), instruktorki seksu tantrycznego. Były to jedne z najlepiej wydanych pieniędzy, ponieważ Bram wrzeszczał z zachwytu, gdy spotkali się kolejny raz. Miranda kupiła nową pościel, bo chciała zmienić karmę swego łóżka. Natomiast podczas sesji seksu tantrycznego została „naznaczona” spermą dr Ronniego Shapiro (Bernard Wagner). Samantha zgodziła się, gdy David (Sean Martin Hingston) i David (Brad Hurtado), znajoma para gejów, wybrała ją na kobietę, z którą chcieli się przespać. Na początku to Samantha miała obiekcje, ale ostatecznie to oni odmówili stosunku, jeszcze w fazie „gry wstępnej”. |                                                       |                                                        |                      |                                   |                     |
| 17 | Twenty – Something Girls vs. Thirty – Something Women | Dwudziestoletnie dziewczyny, trzydziestoletnie kobiety | Darren Star          | Darren Star                       | 26 września 1999    |
| Przyjaciółki z Nowego Jorku zdecydowały się pojechać do Hamptons. Carrie poznała tam swoją wielką, dwudziestoparoletnią fankę, Laurel (Rachel Miner) oraz dr Bradleya (Patrick Breen). Na przyjęciu Niny, spotkała też Biga i jego 26-letnią dziewczynę, Natashę (Bridget Moynahan). Wrócił do Nowego Jorku, ponieważ interesy w Paryżu nie doszły do skutku. Miranda także pojechała z dziewczynami do Hamptons. Charlotte, aby poznać 27-letniego Grega (Anson Mount), odmłodziła się do dwudziestu paru lat. Niestety, on „sprzedał” jej wszy łonowe. Samantha i jej asystentka, Nina (Marisa Ryan) pokłóciły się. Dziewczyna została zwolniona, ale zabrała listę klientów Samanthy ze sobą. Dzięki temu urządziła wielkie przyjęcie w Hamptons, które wkrótce przerodziło się w katastrofę ku uciesze byłej szefowej. Dodatkowo, zapoznała Ninę z Gregiem. |                                                       |                                                        |                      |                                   |                     |
| 18 | Ex and the City                                       | Eks w wielkim mieście                                  | Michael Patrick King | Michael Patrick King              | 3 października 1999 |
| Carrie, pomimo strasznej wieści jaka spadła na nią w Hamptons, postanowiła się zaprzyjaźnić z Bigiem. Wpadła w furię, gdy on wyznał jej, że zaręczył się z Natashą. Doszła do wniosku, że w przyszłości spotka kogoś równie dzikiego, co ją okiełzna. Miranda czuła się winna, gdy uciekła przed Steve’em. Przeprosiła go i poszli razem na kolację. Następnie, wbrew planom Mirandy, przespali się ze sobą. Po wszystkim, zdecydowali się pozostać przyjaciółmi. Charlotte przerwała swój strach przed jazdą konną, zrodzony jeszcze z czasach szkolnych. Wynajęła konia, którym przegalopowała przez Central Park. Samantha umówiła się z mężczyzną (John Enos III), który miał zbyt wielkiego penisa jak na wymagania kobiety. Ona chciała się z nim przespać, ale ostatecznie do tego nie doszło. Stał się on jej pierwszym facetem – przyjacielem. |                                                       |                                                        |                      |                                   |                     |

### Seria 3
| 1 | Where There’s Smoke...                | Nie ma dymu bez ognia...           | Michael Patrick King | Michael Patrick King                         | 4 czerwca 2000       |
| Kwartet z Manhattanu udał się na Staten Island, gdzie Carrie była sędzią w corocznym konkursie na twarze kalendarza strażaków. Spotkała tam polityka Billa (John Slattery). Nie chciała ciągnąć z nim znajomości, ale dopiero po rozmowie z Mirandą odważyła się na ten krok. Miranda zdecydowała się na laserową operację oczu. Lekarz kazał jej wybrać kogoś, by odprowadził ją do domu, ale ona oponowała. W końcu Steve, w zastępstwie Carrie, odebrał ją i położył do jej łóżka. Gdy się obudziła, zobaczyła go, śpiącego obok niej. Pijana Charlotte wykrzyczała całemu miastu, że w tym roku znajdzie swojego „księcia z bajki”. W barze poznała bankiera, Arthura (Brad Beyer), ale okazał się zwykłym awanturnikiem, uwielbiającym bić innych. Samantha w klubie na Staten Island spotkała umięśnionego i przystojnego strażaka Ricka (Michael Lombardi). Przespała się z nim i odwiedziła go w remizie, po to by zrealizować swą fantazję seksualną. Gdy już to zrobiła, została naga, gdyż nagle strażacy zostali wezwani przez alarm do wyjazdu. |                                       |                                    |                      |                                              |                      |
| 2 | Politically Erect                     | Polityczny wzwód                   | Michael Patrick King | Darren Star                                  | 11 czerwca 2000      |
| Carrie od trzech tygodni umawiała się z Billem. Wkrótce dowiedziała się, że jego fetyszem jest urofilia. Miała trudności z przełamaniem się i gdy chciała zaproponować substytut tego, wygarnął jej, że spotyka się z kimś, kto pisze za dużo o seksie. Zerwali ze sobą, a Carrie, nie używając imienia Billa, opisała jego problem w felietonie. Mirandę czekały osobiste przedterminowe wybory. Steve zaproponował, by spotykali się tylko ze sobą. Za radą Carrie, postanowiła zrobić listę zalet i wad barmana. Gdy wyznał jej miłość, szala przechyliła się na jego korzyść. Samantha nieoczekiwanie spotkała na swojej drodze bardzo niskiego, lecz bogatego maklera, Jeffa (Anthony Alessandro). Pomimo wstrząsu jaki doznała, także po tym, że kupuje ubrania w sklepie dla dzieci, on zapewnił jej kilkakrotne orgazmy i salwy śmiechu. Byli ze sobą trzy tygodnie. Charlotte usłyszała od koleżanki (Elizabeth Banks) o przyjęciach, na których osoby, które nie chciały z kimś być, zamieniały się partnerami. Już myślała, że znalazła sobie Grega (Donnie Keshawarz), ale jego była dziewczyna (Sarah Clarke) nagle się nim zainteresowała. |                                       |                                    |                      |                                              |                      |
| 3 | Attack of the Five – Foot – Ten Woman | Pan Big atakuje                    | Pam Thomas           | Cindy Chupack                                | 18 czerwca 2000      |
| Carrie, podczas wspólnego obiadu z dziewczynami, dowiedziała się z gazety Charlotte, że Big wziął ślub z Natashą. Przez przypadek spotkała ją w sklepie i umówiły się na spotkanie Kobiet Sztuki. Carrie chciała oczarować Natashę, ale ta nie przyszła. Odkryła za to na listownym podziękowaniu od niej, że nie zna ortografii co ją bardzo ucieszyło. Miranda zatrudniła Magdę (Lynn Cohen). Była to starsza wiekiem Ukrainka, bardzo konserwatywnie nastawiona do życia. Znalazła jej prezerwatywy i wibrator w nocnej szafce. Zamieniła je na figurkę Matki Boskiej. Miranda była zła i po jej reprymendzie, Magda zwróciła prezerwatywy. Charlotte musiała się zmierzyć z wyimaginowanymi niedoskonałościami swego ciała. Jak sądziła, jej uda były grube. Dopiero inna kobieta zburzyła jej mylne pojęcie. Samantha przez pocztę pantoflową, usłyszała, że masażysta Kevin (Christopher Sieber), robił innym kobietom niezapomnianego cunnilingusa. Zdecydowała się na sesję masażu i zniecierpliwiona, chwyciła go za krocze. Ten poszedł na skargę do swej szefowej (Jean De Baer), która ją wyprosiła. W zamian Samantha powiedziała co Kevin robił, ale na spotkaniu Kobiet Sztuki, inne kobiety były wściekłe na Jones. |                                       |                                    |                      |                                              |                      |
| 4 | Boy, Girl, Boy, Girl...               | Dziewczyna, chłopak, dziewczyna... | Pam Thomas           | Jenny Bicks                                  | 25 czerwca 2000      |
| Carrie umówiła się z 26-letnim Seanem (Eddie Cahill). Po zejściu z lodowiska, uderzyło ją to, że jest biseksualny. Nie była pewna jego preferencji. Odeszła od niego po tym jak zagrali w butelkę, podczas której biseksualna Dawn (Alanis Morissette) pocałowała ją. Miranda była zaskoczona, że zastała Steve’a w swoim domu, ale ten przecież otrzymał od niej klucze. Wkrótce otrzymała od niego ofertę wprowadzenia się, ale nie przyjęła jej zbyt dobrze. Wreszcie z płaczem wyjawiła mu, że bardzo się rządzi, ale nie chce go tym zrazić i później stracić. Steve obiecał, że nigdzie nie odejdzie i wprowadził się do niej po tygodniu. Charlotte zorganizowała w swojej galerii wystawę Bairda Johnsona (Donovan Leitch). Poruszała tematykę „drag – kings”, czyli kobiet ucharakteryzowanych na mężczyznę. Artysta wkrótce namówił ją, by sama mu pozowała. Zgodziła się i poszli razem do łóżka, ale wkrótce zaczęła się tego wstydzić. Samantha szukała nowego asystenta. Znalazła go w osobie młodego Matta (Chris Tardio), którego zatrudniła w biurze. Był on skrajnie nieuprzejmy dla klienta i tuż po tym jak Samantha ustnie go zwolniła, przespali się ze sobą. |                                       |                                    |                      |                                              |                      |
| 5 | No Ifs, Ands or Butts                 | Żadnych „ale”, „oraz”, „lub”       | Nicole Holofcener    | Michael Patrick King                         | 9 lipca 2000         |
| Carrie na prośbę Stanforda, udała się na wystawę mebli projektanta Aidana Shawa (John Corbett). Zainteresowali się sobą, ale on postawił warunek, że nie będzie się umawiał z palaczką tytoniu. Dlatego też Carrie, po niemałych oporach, rzuciła palenie w zamian za plaster nikotynowy. Miranda usłyszała od Steve’a, że wylosowano go do rzutu z połowy boiska, podczas meczu drużyny New York Knicks. W razie trafienia do kosza, wygrałby milion dolarów. Prawniczka nie mogła uwierzyć w jego szanse. Gdy nawrzeszczał na nią, że zawsze jest sceptyczna, przyszła na jego trening. Nie wygrał, ale bardzo się ucieszył. Charlotte spotkała na swojej drodze Brada (Ross Gibby), który ohydnie całował. Postanowiła nauczyć go jak się całuje, wbrew radom Samanthy, ale pozostał nie pojętnym uczniem. Samantha poznała afroamerykańskie rodzeństwo, kucharkę Adeenę (Sundra Oakley) oraz szefa firmy fonograficznej Chivona Williams (Asio Highsmith). Związała się z Chivonem, ale jego siostra odrzucała ją ze względu na kolor skóry. Chivon nie był zdolny, by się jej przeciwstawić, i dlatego Samantha odeszła od niego. Stanford poznał przystojnego geja Marty’ego (Donald Berman), którego hobby było zbieranie lalek. Marty rzucił Stanforda, gdy ten rozbił jedną z jego lalek. |                                       |                                    |                      |                                              |                      |
| 6 | Are We Sluts?                         | Czy jesteśmy dziwkami?             | Allison Anders       | Cindy Chupack                                | 16 lipca 2000        |
| Carrie chciała się przespać z Aidanem, ale ten jej odmówił. Zaczęła się zastanawiać, czy z nim jest coś nie tak, czy będą tylko przyjaciółmi. Nie przyszło jej do głowy, że jemu może się nie spieszyć do tego. Wstydziła się i w końcu razem poszli na „seks mający znaczenie”. Ginekolog Mirandy wyznał jej, że ma chlamydię, grożącą bezpłodnością. Musiała zadzwonić do poprzednich kochanków, nawet do gderliwego adwokata, z którym kiedyś chodziła. Dowiedziała się, że Steve miał więcej partnerek od niej i kazała mu zrobić test, który dał negatywny wynik. Charlotte miała prawdziwy problem, którego nie mogła przeboleć. Alexander (Christopher Orr) musiał mówić do niej wyzwiskami (np. „parszywa dziwko”), by osiągnąć ejakulację. Po wszystkim, nie pamiętał tego i w końcu, po tym jak został poinformowany o drażliwym temacie przez nią, poszedł na terapię. Samantha i jej nocna schadzka z przystojnym kochankiem (Carl T. Evans), spowodowała, że wpuścił on, przez przypadek, do jej kamienicy złodzieja. Jej starsze wiekiem sąsiadki słusznie podejrzewały o to Samanthę i nazwały ją dziwką. Specjalistka od PR przeprowadziła się do innej, modnej oraz rozrywkowej dzielnicy. |                                       |                                    |                      |                                              |                      |
| 7 | Drama Queens                          | Królowe dramatu                    | Allison Anders       | Darren Star                                  | 23 lipca 2000        |
| Carrie, po trzech tygodniach spotykania się z Aidanem, zaczęła się budzić w środku nocy jakby z koszmaru. Nie mogła uwierzyć, że jej związek jest tak idealny i obawiała się spotkania z jego rodzicami. Zdecydowała, że będą się rzadziej spotykać, ale w operze zobaczyła Biga z Natashą i uciekła przed nim. Z tęsknoty zadzwoniła do Aidana, ale nie odbierał telefonu. W końcu Carrie spotkała się z całą trójką, czyli Aidanem i państwem Shaw. Miranda zaczęła się cieszyć z intymności wynikającej z mieszkania ze Steve’em. Polubiła nawet pranie jego bielizny. Wkrótce też Steve rozbił jej poczucie zagrożenia rutyną. Charlotte powzięła plan, poznania nieżonatego mężczyzny spośród znajomych zaprzyjaźnionego małżeństwa. Wpadła w furię i uciekła, gdy mąż (Ethan Sandler) jej koleżanki (Amy Redford), nie przedstawił jej przyjacielowi – kawalerowi. Gdy wpadła przed taksówkę, poznała przystojnego Treya MacDougala (Kyle MacLachlan). Samantha po raz pierwszy spróbowała viagry, podczas randek z przystojnym laryngologiem, Markiem (Billy Wirth). Gdy dostrzegł, że się uzależniła od silnych bodźców seksualnych jakie u niej wywoływał specyfik, rozstał się z nią w zamian za receptę na te tabletki. |                                       |                                    |                      |                                              |                      |
| 8 | The Big Time                          | Najwyższy czas                     | Allison Anders       | Jenny Bicks                                  | 30 lipca 2000        |
| Carrie spotkała Biga na jachcie. Oboje byli bez swych partnerów. Pisarka unikała go jak mogła, ale ten przyszedł, gdy Aidan poszedł do sklepu. Nie wiedziała czego chce i Carrie zamknęła przed nim drzwi. Odsłuchała jego wiadomość, że wciąż o niej myśli i tęskni. Miranda dostawała szału na myśl o tym, że Steve chce mieć dziecko. Próbował przekonać ją do tego przez opiekę nad zakupionym szczeniakiem. Prawniczka wkrótce odkryła, że sama ma już jedno dziecko pod dachem, Steve’a. W końcu wiedziała, że zbyt mało ich łączy i zerwała z nim. Nazajutrz awansowała w swojej kancelarii. Charlotte spędzała cały czas z Treyem, lekarzem z zamożnej rodziny. Tym razem nie szła z nim do łóżka. Wiedziała, że to „ten jedyny”. Samantha była oburzona, gdy w swojej skrzynce znalazła ulotkę na temat przedwczesnej menopauzy. Nie była też zadowolona z faktu, że podrywał ją podstarzały playboy, Len (Robert LuPone). Po tym jak okres jej się spóźnił przez 35 dni, poszła z nim na randkę, a podczas stosunku dostała z nim okresu. Ze szczęścia wybiegła z mieszkania Liama, bo wciąż istniała przed nią szansa na młodszych kochanków. |                                       |                                    |                      |                                              |                      |
| 9 | Easy Come, Easy Go                    | Łatwo przyszło, łatwo poszło       | Charles McDougall    | Michael Patrick King                         | 6 sierpnia 2000      |
| Carrie na wystawie mebli Aidana, zyskała świadomość tego, że Big odejdzie od żony, bo się jemu z Natashą nie układało. Nie chciała na początku o tym słyszeć i wręcz była wściekła na niego za to. Gdy Aidan odnawiał jej mieszkanie, poszła do hotelu pisać artykuł. Tam znalazł ją Big. Mimo początkowego oporu Carrie, uległa mu i poszli razem do łóżka. Miranda musiała się uporać z wyprowadzką Steve’a. Najpierw z sypialni, następnie z jej domu, a później z życia, ponieważ znalazł on sobie nową dziewczynę. Charlotte spotkała matkę Treya, Bunny MacDougal (Frances Sternhagen). Odkryła też, że gdy Bunny położyła dłoń na nadgarstku syna, on ulegał jej opiniom. Wykorzystała ten trick i oświadczyła się mu. Nie była zadowolona z formy, ale przestała się zadręczać, gdy Trey zaproponował jej wybór odpowiedniego pierścionka u Tiffany’ego. Samancie spodobał się Adam (Bobby Cannavale), specjalista w dziedzinie montażu filmu. Miał tylko jedną wadę. Jego sperma ohydnie smakowała, podczas robienia fellatia. Jako doświadczona kusicielka, postanowiła to zmienić przez dietę, ale nie dało to efektu. Gdy sam spróbował swego nasienia, Samantha, wedle umowy, zmusiła się do zrobienia mu ostatniego fellatia. |                                       |                                    |                      |                                              |                      |
| 10 | All or Nothing                        | Wszystko albo nic                  | Charles McDougall    | Jenny Bicks                                  | 13 sierpnia 2000     |
| Carrie czuła się winna z powodu romansu w jaki się wdała z Bigiem. Powiedziała o nim Samancie. Nazajutrz po wieczorze z Jones, Aidan wyjechał. Carrie przespała się z Bigiem, pomimo tego, że z początku nie chciała tego zrobić. Po powrocie, Aidan wyznał jej miłość. Carrie spotkała się jeszcze z Bigiem pod swym domem, ale zakazała mu dzwonić do Natashy. Aidan domyślił się tylko, że Carrie znowu pali papierosy. Poprosił ją, żeby przestała. Carrie chciała rzucić jeszcze jeden nałóg, mianowicie Biga. Miranda poznała adwokata George’a (Josh Hamilton). Niestety musiał wylecieć z miasta i wdała się z nim w rozmowy telefoniczne, a następnie seks – telefon. Wkrótce też odkryła, że George lubi świntuszyć jednocześnie z nią i inną kobietą. Charlotte podczas przygotowań do wesela, odkryła, że ma podpisać intercyzę przedmałżeńską. Miranda wyjaśniła jej, że jest warta pół miliona dolarów oraz że to Bunny MacDougal prowadzi rozgrywkę. Marszand postanowiła negocjować. Wytargowała kwotę miliona dolarów od przyszłej teściowej, głównie dzięki zaawansowanym przygotowaniom ślubnym. Samanthę, tuż po tym jak wykrzyczała całemu światu, że ma wszystko, dopadła grypa. Żaden z mężczyzn, którego poznała, nie chciał jej naprawić karniszy od zasłon. Zaczęła majaczyć, że powinna wyjść za mąż i pomstowała na mężczyzn. Kilka dni później, gdy wyzdrowiała, wróciła do swych starych poglądów. |                                       |                                    |                      |                                              |                      |
| 11 | Running With Scissors                 | Biegając z nożyczkami              | Dennis Erdman        | Michael Patrick King                         | 20 sierpnia 2000     |
| Carrie i Big udawali się na seks spotkania do przeróżnych hoteli, w dzielnicach, gdzie nikt ich nie znał. Nie mogła wytrzymać w tajemnicy i przekazała nowinę o romansie Mirandzie. Carrie zaczęła nawet narzekać na pewne zachowania Aidana przy nim. Wkrótce też Charlotte i sama Natasha odkryły, że Carrie i Big mieli romans. Żona Biga, ścigając Carrie, straciła ząb i przegryzła wargę. Carrie odwiozła ją do szpitala i zerwała z Bigiem. Miranda zażądała od Carrie, by zerwała z Bigiem. Przechodząc ulicami, pokłóciła się z mężczyzną, „Panem Kanapką” (Adrian Rieder) reklamującym bar i przebranym za sandwich. Zaczęła o nim fantazjować, nawet pomimo tego, że nie widziała jego twarzy. Odpuściła sobie, gdy ten pokazał swą urodę. Charlotte, dzięki Samancie, wynajęła stylistę Anthony’ego Marantino (Mario Cantone), by znalazł jej idealną suknię ślubną. Po tym jak marszand odkryła, że Carrie ma romans z żonatym eks – kochankiem, udzieliła swej przyjaciółce srogiej reprymendy. Spakowała też swoje rzeczy i przeniosła się do mieszkania Treya. Samantha spotkała w klubie swoją męską wersję, legendarnego kawalera Toma Reymi (Sam Robards). Bardzo chciał się z nią przespać na zabawce seksualnej zwanej huśtawką. Zażądał tylko o niej testu na AIDS. Bardzo obawiała się, że już zachorowała, ale udała się do lekarza (Michelle Hurst). Samantha nawet zemdlała tuż przed podaniem wyniku. Test okazał się negatywny, a Samantha i Tom przespali się ze sobą. |                                       |                                    |                      |                                              |                      |
| 12 | Don’t Ask, Don’t Tell                 | Nie pytaj, nie mów                 | Dan Algrant          | Cindy Chupack                                | 27 sierpnia 2000     |
| Carrie zaczęła się zmagać ze znalezieniem odpowiedniego momentu, by powiedzieć Aidanowi o romansie. Aidan zrobił piękną ławkę na ślub Treya i Charlotte ze skazą. Był to sęk na środku oparcia. Oboje też wyznali sobie miłość, ale Carrie w dniu ślubu przyjaciółki wyjawiła mu prawdę. Aidan zerwał z Carrie. Miranda nie miała kogo zabrać na ślub Charlotte. Poszła na szybkie, 8 – minutowe randki, na których traciła zainteresowanie sobą, gdy wyjawiała, że jest prawniczką. Gdy skłamała, że jest stewardesą, znalazła przystojnego lekarza Harrisa (Clark Gregg). Układało im się idealnie, dopóki Miranda się nie skaleczyła. Harris wyznał, że jest tylko zastępcą kierownika sklepu sportowego, a Miranda poszła na ślub ze Stanfordem. Charlotte kazała przyjaciółkom, by zostały jej druhnami. Na panieńskim wieczorze, upiła się i pojechała do Treya, by się z nim przespać. Niestety, jego penis nie stanął na wysokości zadania, co zmartwiło Charlotte. W dniu ślubu powiedziała o tym Carrie, ale zakazała przekazywać Samancie i Mirandzie. Stała się też żoną Treya. Samantha poznała kuzyna Treya, Caleba (Ritchie Coster), Szkota z krwi i kości. Pokazała mu miasto i przespała się z nim. Odkryła przy tym co mężczyźni noszą pod kiltem. |                                       |                                    |                      |                                              |                      |
| 13 | Escape From New York                  | Ucieczka z Nowego Jorku            | John David Coles     | Becky Hartman Edwards i Michael Patrick King | 10 września 2000     |
| Carrie otrzymała ofertę zrealizowania filmu na podstawie jej felietonów z Los Angeles. Zabrała ze sobą Samanthę i Mirandę na zachodnie wybrzeże USA. Rozmawiała o tym projekcie z samym Matthew McConaughey. Na drugim spotkaniu się nie pokazała, bo nie chciała słyszeć od innych jakie błędy popełniła. Miranda poznała Jasona Dique (Edward Kerr), przystojnego mężczyznę, który bardzo szybko stracił nią zainteresowanie na rzecz innej, bardziej wyzywającej dziewczyny. Wściekało ją to, że w Los Angeles wszyscy są bardziej otwarci seksualnie. Dopiero podczas jazdy na byku, przełamała swoją niechęć do otwartości seksualnej, zrywając z siebie koszulę. Charlotte przyjechała z 10 – dniowej podróży poślubnej na Bermudach. Niestety jej małżeństwo nie zostało skonsumowane przez ten czas. Nie pojechała z przyjaciółkami. Irytowało ją, że jej związek sakramentalny nie był taki, jak chciała. Na podstawie prostego testu, podsuniętego przez Carrie, dowiedziała się, że problem jej męża nie leżał po stronie emocjonalnej. Samantha, będąc na drugim końcu kraju, poznała przystojnego modela dildo, Gartha (James MacDonald). Gdy zaproponował jej, że sprowadzi się do Nowego Jorku, udając, że byłaby zazdrosna o niego, zerwała z nim. Zachowała przy tym modele jego wielkiego penisa. |                                       |                                    |                      |                                              |                      |
| 14 | Sex and Another City                  | Seks w innym mieście               | John David Coles     | Jenny Bicks                                  | 17 września 2000     |
| Trójka niezamężnych przyjaciółek nadal była w Los Angeles. Carrie spotkała agenta Matta Damona, Keitha (Vince Vaughn). Pokazał on blichtr i wysoki poziom życia mieszkańców Los Angeles. W ostatecznym rozrachunku, wyszła na jaw prawda, że jest tylko osobistym asystentem pisarki Carrie Fisher, która to przyłapała go w łóżku z Carrie. Miranda umówiła się na randki z dawnym przyjacielem z Nowego Jorku, scenarzystę Lew (Sam Seder). Był on nie do poznania, ponieważ stracił swoją nowojorską neurotyczność i 15 kg wagi. Polubiła jego sposób bycia i przestała być sarkastyczna, dopóki nie poznała, że Lew oszukiwał żołądek, przez wypluwanie przeżutego jedzenia. Charlotte była wybitnie zmęczona tym, że Trey uciekał od ich problemów. Przyjechała do Los Angeles do przyjaciółek. W końcu przyznała się dziewczynom, że Trey się z nią nie kochał. Samantha poznała Hugh Hefnera i kupiła podróbkę drogiej torebki Fendi. Hef zaprosił je na przyjęcie do Playboya. Upokorzyła się na nim, gdy ktoś ukradł jej torebkę, a sama chciała wydrzeć oryginalną od jednego z „króliczków” Heffa (Amber Collins). Wszystkie dziewczyny przyleciały do Nowego Jorku. |                                       |                                    |                      |                                              |                      |
| 15 | Hot Child In the City                 | Gorące laski z wielkiego miasta    | Michael Spiller      | Allan Heinberg                               | 24 września 2000     |
| Carrie chcąc naprawić buty, spotkała młodego sprzedawcę komiksów, Wayde’a Addamsa (Cane Peterson). Mieszkał nadal z rodzicami i wydawał pieniądze na marihuanę. Spędzali czas na graniu na automatach i zabawie. Gdy jego matka (Anita Gillette) nakryła go na ponownym paleniu trawki, nie przyznał się. Carrie zabrała więc jego towar ze sobą. Miranda spotkała na swojej drodze przystojnego mężczyznę, Lance’a (James Villemaire). Ze względu na problemy ze zbyt długim językiem musiała założyć aparat ortodontyczny. Zrujnowało to randkę i pobudziło wewnętrzną, wstydliwą 13 – latkę w Mirandzie. Zdecydowała się usunąć aparat. Charlotte i Trey poszli do terapeuty (Ron McLarty), po tym jak Trey odrzucił pomysł sztucznego pobudzenia penisa. Ich zadaniem domowym było opowiadać o swych fantazjach seksualnych bez dotykania się. Trey nie mógł tego zrobić, ale w nocy został przyłapany jak onanizował się nad czasopismem pornograficznym „cyce”. Zszokowało to Charlotte. Za radą terapeuty, na niektórych twarzach kobiet w gazecie, nakleiła swoje twarze ze zdjęć ślubnych. Tak włączyła siebie do jego seksualnego życia. Samantha otrzymała ofertę zorganizowania bat micwy za milion dolarów od Jenny Brier (Kat Dennings) na jej cześć. Jenna i jej przyjaciółki (Zoe Dora Lukov i Blythe Auffarth) ubierały i zachowywały się jak trzydziestoparolatki. Samanthę denerwowało też to, że bardzo wcześnie zaczęły pożycie seksualne. Wkrótce sama doszła do wniosku, że jest bogatsza od nich o zwykłe dzieciństwo. |                                       |                                    |                      |                                              |                      |
| 16 | Frenemies                             | Przyjaciółka czy wróg?             | Michael Spiller      | Jenny Bicks                                  | 1 października 2000  |
| Carrie poproszono przez Stowarzyszenie Kobiet o poprowadzenie cyklu prelekcji. Pierwsze spotkanie nie poszło według jej myśli, bo nie potrafiła nauczać. Na następnym spotkaniu zastała tylko sześć dziewczyn. Wyszła z nimi do najbliższego baru w myśl: ten kto nie umie nauczać działa, ten kto nie umie działać naucza. Tam zapoznała je z kilkoma mężczyznami poprzez kilka prostych sztuczek. Mirandę zszokowało to, że jej 35-letni kandydat na randkę, nagle zmarł. Przyszła na pogrzeb z Carrie. Na stypie poznała byłego chłopaka Carrie sprzed 8 lat, Jima (Dominic Fumusa). Był czarujący i miły dla prawniczki, dopóki nie zaczął obrażać Carrie przy Mirandzie. Nie mógł uporać się z tym, że został porzucony i Miranda rzuciła go, nazywając go „dupkiem”. Charlotte była sfrustrowana, gdyż jej pożycie małżeńskie nie istniało. Pokłóciła się z Samanthą o seks. Wkrótce Charlotte odkryła, po rozmowie ze swoimi konserwatywnymi tematycznie koleżankami z college’u (Sherri Parker Lee, Abigail Rose Solomon i Rebecca Wisocky), że ma coś z Samanthy. Specjalistka od PR poznała natomiast Claire Anne (Jane Summerhays). Była to równie wyzwolona seksualnie kobieta. Jak na styl życia Samanthy, zbyt wyzwolona, ponieważ 5 minut po poznaniu pary heteroseksualnych mężczyzn, zrobiła jednemu z nich fellatio pod stołem. Samantha uznała, że sama ma coś z Charlotte. Żona Treya zadzwoniła do Samanthy, by podzielić się nowiną o seksie z McDougalem. |                                       |                                    |                      |                                              |                      |
| 17 | What Goes Around Comes Around         | Fortuna kołem się toczy            | Allen Coulter        | Darren Star                                  | 8 października 2000  |
| Oczy Carrie i Natashy spotkały się po raz pierwszy od zerwania z Bigiem. Carrie była zdruzgotana i tuż po tym jak zabłądziła, okradziono ją z torebki i butów. Poszła do akademika z Samanthą, od której dowiedziała się, że Natasha zostawiła Biga. W akademiku Carrie spadła ze schodów. By oczyścić swoją złą karmę oraz naprawić błędy z przeszłości, zadzwoniła do Natashy z intencją spotkania. Dzięki sekretarce Natashy, Carrie osobiście przeprosiła ją za romans, a Natasha za to, że poznała Biga. Naginsky znowu była do wzięcia dla innych, a Big gdzieś tam był wolny. Miranda umówiła się z policjantem Stevensem (Timothy Gibbs), tuż po tym jak Carrie okradziono. Z czasem, zaczęła się przejmować swym wyglądem. Miranda upiła się i poszła na całość ze swym przystojnym zauroczeniem. Nazajutrz znalazła od niego kartkę z numerem do najbliższego klubu AA. Charlotte przygnębiało to, że Trey poddał się w walce o erekcję. Zaczęła mieć fantazje erotyczne o przystojnym ogrodniku (Steve Richard Harris) rodziny MacDougal. W końcu oboje się pocałowali, co zauważyła szwagierka Charlotte, Patty MacDougal (Allison Daugherty Smith). Synowa Bunny powiedziała o tym rodzinie, na co matka Treya tylko zażartowała. Charlotte i Trey zdecydowali się na separację. Kobieta wróciła do swego starego mieszkania. Samantha i inny Sam Jones (Jacob Pitts) byli podłączeni do jednej centrali. Dlatego też odebrała ona wiele telefonów od kumpli Sama. Udała się z Carrie do akademika, by poznać tajemniczego mężczyznę. Był to prawiczek, który wkrótce przyszedł do Samanthy z kwiatami. Oboje uprawiali dziki i wspaniały seks. Sam wyznał o wiele starszej od siebie kobiecie miłość i nawet zadręczał ją przez telefon, a w końcu, pod domem. |                                       |                                    |                      |                                              |                      |
| 18 | Cock – a – Doodle – Do                | Kukuryku!                          | Allen Coulter        | Michael Patrick King                         | 15 października 2000 |
| Carrie wygrała walkę z kogutami, które budziły ją w środku nocy. Wraz z Mirandą, spotkały też Aidana i Steve’a przebywających ze swoimi nowymi dziewczynami. Obie nie mogły w to uwierzyć, że tak szybko doszli do siebie po rozstaniu z nimi. Big zadzwonił do Carrie i chciał się spotkać. Pisarka pokłóciła się o to chwilowo z Mirandą. Carrie i Big naszli się w restauracji nad stawem. Wpadli do wody, bo Carrie uniknęła jego pocałunku. Po prysznicu, pisarka doszła do wniosku, że kolejny ich związek znowu by się nie udał. Miranda wpadła w szał, gdy pewna Chinka (Vivian Bang) zaśmiała się przez telefon, gdy złożyła zamówienie w restauracji. Myślała, że śmieje się z jej życia, ale, gdy ją spotkała, wiedziała, że tylko uwielbia się śmiać. Miranda, po rozmowie ze Steve’em w ich ulubionej chińskiej restauracji, wybaczyła Carrie. Charlotte po wyprowadzce od 3 – miesięcznego męża, wpadła w zły nastrój. Przyjaciółki pomogły jej się rozpakować, gdy orzekła, że nie chce mieć do czynienia z mężczyznami. Trey nieoczekiwanie odwiedził żonę w jej mieszkaniu i razem udało im się odbyć pełny stosunek. Lekarz wyznał, że miał problemy, bo w ogóle nie chciał się wiązać. Poślubił Charlotte, bo wiedział, że cudowniejszej kobiety już nie znajdzie. Samantha rozpoczęła wojnę z transseksualnymi prostytutkami hałasującymi w nocy pod jej kamienicą. Gdy oblała je wodą, a sama otrzymała uderzenie jajem, wyprawiła wielkie przyjęcie dla transseksualistów. Wszystko po to, by się pogodzić. |                                       |                                    |                      |                                              |                      |

### Seria 4
| 1 | The Agony and the ‘Ex’ – tacy | Agonia i ek – taza             | Michael Patrick King | Michael Patrick King              | 3 czerwca 2001   |
| Carrie natrafiła na reklamę biura matrymonialnego. Samantha zorganizowała też jej obchody 35. urodzin w restauracji, ale nikt, nawet Big, się nie zjawił. Dopiero Charlotte zebrała dziewczyny i wszystkie znalazły się w ulubionej knajpce. Carrie przyznała się, że poczuła się w swój wieczór sama, pozbawiona mężczyzny. Gdy szła do domu, spotkała się z Bigiem w jego samochodzie. Uznała optymistycznie, że z takimi przyjaciółkami sama spotka jeszcze wielu fajnych mężczyzn. Miranda musiała się skonfrontować z zamężnymi przyjaciółkami. Na przyjęciu zaręczynowym znajomych, żartowała, że nie ma nikogo specjalnego na oku, ale umawia się ze zwyczajnymi mężczyznami. Po spotkaniu z dawną koleżanką, Sheilą (Kathleen Bridget Kelly), uderzyło ją to, że każda kobieta, nie tylko Miranda, ma swój słaby punkt. Charlotte próbowała się uporać z separacją. Chciała przedyskutować to z mężem, ale randkę przerwała przedwczesna ejakulacja podnieconego Treya. Natomiast w wieczór urodzin Carrie, zaproponowała przyjaciółkom, by były dla siebie wzajemnie bratnimi duszami. Mężczyźni mieli im służyć tylko do zabawy. Samantha starała się zdobyć przystojnego mnicha (Costas Mandylor). Masturbowała się nawet myśląc o nim. Kupiła też kilka puszek najlepszego groszku dla najbiedniejszych. Brat nie ugiął się przed jej sugestywnym flirtem i doszła do wniosku, że musi być jej bratnią duszą, bo w końcu jest taki nieosiągalny. |                               |                                |                      |                                   |                  |
| 2 | The Real Me                   | Prawdziwa ja                   | Michael Patrick King | Michael Patrick King              | 3 czerwca 2001   |
| Carrie została zaproszona przez Lynne Cameron (Margaret Cho) pokaz mody. Miała wystąpić jako uczestniczka pokazu. Nie za bardzo chciała się zgodzić, ale gdy wiedziała, że otrzyma kreację „Dolce i Gabbana” od razu zmieniła zdanie. Umówiła się też z fotografem Paulem (James McCaffrey). Początkowo Carrie miała ubrać niebieską długą sukienkę, ostatecznie wyszła tylko w majtkach, przykryta płaszczem. Tuż po zejściu z wybiegu Heidi Klum, upadła na samym środku. Zamiast uciec, podniosła się i poszła dalej, tak jak inni zwyczajni ludzie, podnoszą się z życiowych upadków. Miranda poznała na siłowni przystojnego trenera Dave’a (Daniel Travis). Ich pierwsza randka poszła świetnie, a na drugiej wystroiła się i cały czas mówiła. Wtedy już nie skupiła takiej uwagi na sobie i nawet nie pocałowali się. Miranda, po incydencie Carrie na pokazie, usłyszała od Dave’a, że zwyczajnie stracił nią zainteresowanie. Charlotte poprosiła o numer ginekologa Carrie. Lekarz stwierdził, że jej pochwa ma depresję. Marszand wyznała natomiast, że nigdy nie oglądała swej pochwy. Kobieta postanowiła zeswatać ze sobą Stanforda i Anthony’ego. Obydwoje nie przypadli sobie do gustu. Charlotte, po incydencie Carrie na pokazie, zachwyciła się widokiem swojej pochwy. Samantha unieśmiertelniła swoją urodę, przez zrobienie sobie nagich zdjęć. Chciała też, żeby mężczyźni mogli nacieszyć oczy. Samantha, po incydencie Carrie na pokazie, przestała się bać tego jak tłuste jedzenie wpłynie na jej doskonałą figurę. Dała większy napiwek dostawcy z McDonalda, który docenił jej zdjęcia. |                               |                                |                      |                                   |                  |
| 3 | Defining Moments              | Definicje                      | Allen Coulter        | Jenny Bicks                       | 10 czerwca 2001  |
| Carrie odnowiła przyjaźń z Bigiem. Przyznała się do tego przyjaciółkom, ale wrogo na to zareagowały, patrząc na ich wspólną historię. Na pseudorandce z nim, poznała przystojnego jazzmana Raya (Craig Bierko). Big był zazdrosny i wręcz naśmiewał się z tego, ale oni i tak się spotkali. Miranda tymczasem musiała się zmagać z wyznaczeniem granic intymności sobie oraz swemu chłopakowi Dougowi (Jim Gaffigan). Była skonsternowana, gdy oddał mocz w jej obecności. Chciała zostawić otwarte drzwi łazienki, gdy siusiała, ale słysząc ciągle jego pytania, w końcu je zamknęła. Miarka się przebrała, gdy hałaśliwie wydalił odchody do sedesu. Charlotte i Trey, na przyjęciu u doktorostwa Young, poszli do łóżka w ich sypialni. Zrobili to też w wielu innych miejscach, nie licząc ich wspólnego łóżka. Gdy Samantha pochwaliła ich związek jako zdrowy, Charlotte uznała, że coś musi być nie tak. Po tym jak Trey chciał się kochać w taksówce, powiedziała dość. Osiągnęła swój cel, ponieważ Trey zaproponował jej uprawianie miłości w łóżku. Samantha, w galerii Charlotte, poznała artystkę i lesbijkę Marię Reyes (Sônia Braga). Wszystkie jej prace były sprzedane i umówiły się, że Maria zrobi nowe dzieło, tylko dla niej. Samantha pomogła Marii w malowaniu obrazu. Artystka była wyraźnie zainteresowana ponętna kobietą i zaoferowała jej związek. Po tym jak Samantha spotkała Biga na otwarciu nowej restauracji i dała mu do zrozumienia, by zaprzestał kontaktowania się z Carrie, Maria była pod wrażeniem. Dlatego też wyznała, że przyjaźń z Samanthą byłby dla niej niewystarczającym układem. Specjalistka PR przełamała się i mocno pocałowała Marię w łazience. |                               |                                |                      |                                   |                  |
| 4 | What’s Sex Got to Do with It? | Co seks ma z tym wspólnego?    | Allen Coulter        | Nicole Avril                      | 17 czerwca 2001  |
| Carrie kontynuowała związek z Rayem. Odkryła wkrótce mężczyzna daje jej wspaniały seks, ale sama nie cierpiała Jazzu. Nie mogła też znieść, że Ray ma ADHD, dlatego z nim zerwała. Miranda ogłosiła strajk na seks. Jego substytutem stały się wyroby cukiernicze, zwłaszcza ciasta czekoladowe. Doszła do wniosku, że coś jest z nią nie tak, gdy zaczęła wyjadać tort czekoladowy ze śmietnika. Zakończyła strajk swoim wibratorem. Charlotte i Trey odbyli wreszcie pełny, satysfakcjonujący i wspaniały stosunek płciowy w ich mieszkaniu, w ich łóżku. Charlotte oczekiwała, że mąż zaproponuje, że się ponownie do niego wprowadzi, ale nie usłyszała tego nurtującego pytania. Gdy Trey spytał Charlotte, by zmierzyła jego penisa, wybuchła. Wykrzyczała, że nie jest żoną członka tylko jego. Wybiegła od niego do swojego mieszkania. Trey zawitał tam i zaproponował, by do niego wróciła, a swoje mieszkanie sprzedała. Samantha ogłosiła dziewczynom, że umawia się z Marią i, co je zaszokowało, została lesbijką. Była jednak rozczarowana, że tak krótko ją obgadywały. W końcu obie z Marią poszły do łóżka. Samantha była zachwycona tym co mają. Było to dla niej coś głębszego niż dotychczas. |                               |                                |                      |                                   |                  |
| 5 | Ghost Town                    | Miasto duchów                  | Michael Spiller      | Allan Heinberg                    | 24 czerwca 2001  |
| Carrie początkowo zgodziła się iść na otwarcie baru Steve’a „Skaut”. Wycofała się, gdy zobaczyła nazwisko Aidana na zaproszeniu. W końcu Steve wyznał jej, że sam wysłał zaproszenie, na co Carrie uciekła z baru, gdy usłyszała samego Aidana. Przyszła też do przestraszonej Mirandy. Carrie z Samanthą i Mirandą poszły do baru. Aidan zauważył swą byłą dziewczynę i kiwnął jej głową. Oboje spotkali się na zapleczu i rozmawiali. Zauważyła, że może być osiągalny. Miranda została zaproszona przez Steve’a na otwarcie jego baru „Skaut”. Wkrótce też zauważyła, że ma w mieszkaniu ducha, ale w apartamencie powyżej nikt nie przebywał. Dopiero, gdy Steve podziękował jej za pomysł własnego baru, Miranda pozbyła się ducha. Charlotte stoczyła bitwę z teściową Bunny o nowe łóżko i wystrój wnętrza. Trey zobowiązał się przeciwstawić matce, ale nazajutrz zachorował. Bunny zajęła się synem na co Charlotte wpadła w furię. Marszand pozbyła się teściowej, gdy ta przyłapała Treya i synową na uprawianiu seksu w nowym łóżku. Od tego czasu Bunny nawiedzała ich dom tylko gdy była zaproszona. Samancie zaczęło przeszkadzać ciągle rozmawianie o uczuciach z Marią w wannie. W obecności malarki, mierzyła też się ze swoją przeszłością seksualną z mężczyznami. Maria zadawała niewygodne pytania, które denerwowały Samanthę. Kłótnia wybuchła po nocnej wizycie przystojnego Seana (Joe Petcka). Okazała zazdrość, a Samantha, że brakuje jej fajerwerków związanych z seksem z mężczyznami. Maria roztłukła talerze Samanthy, ale po dwóch dniach przyszła do kobiety ze sztucznym penisem. Obie się „zaliczyły” tak, że specjalistka od PR nadwerężyła krzyż. Samantha zerwała z artystką. |                               |                                |                      |                                   |                  |
| 6 | Baby, Talk Is Cheap           | Słowa nie kosztują             | Michael Spiller      | Cindy Chupack                     | 1 lipca 2001     |
| Carrie zrozumiała, że chce wrócić do Aidana. Robiła mu głuche telefony i za radą przyjaciółek, założyła skrzynkę e – mailową. Wysłała maila do niego, że tęskni, ale on go skasował wraz z innym spamem, bo nie zauważył. Spotkali się razem z Mirandą i Steve’em. Carrie mylnie odczytała znaki, gdy on położył swoją dłoń na jej podczas rozmowy. Aidan zaoferował jej tylko przyjaźń, ale gdy mieli iść do swych domów, pocałował ją blisko ust. Carrie powiedziała mu otwarcie, że che do niego wrócić, a nazajutrz, po wspólnie spędzonej nocy, stolarz zgodził się, by znowu byli parą. Miranda podczas treningu do maratonu nowojorskiego, poznała przystojnego biegacza (Michael Knowles). Podczas seksu on, ku jej zaskoczeniu, zrobił jej anilingusa. Ona, gdy byli znowu razem w łóżku, wykrzyczała, że nie zrobi tego jemu. Natomiast podczas treningów, dzięki nadludzkiemu wysiłkowi, awansowała o grupę wyżej, byle tylko jego nie widzieć na oczy. Charlotte zrobiła remont mieszkania i razem z Treyem zdecydowała, że postarają się o dziecko. Zaprosiła też małżeństwo z trójką dzieci, Cliffa (Russ Anderson) i Tricię Watson (Laura Stepp). Ich kolacja okazała się katastrofą. Dlatego też McDougalowie, dotychczas intensywnie starający się o dziecko, dali sobie spokój na kilka dni. Trey obiecał żonie, że ich dzieci będą inne. Samantha kupiła modne sztuczne sutki. Przyciągnęła tym agenta prasowego, Warrena (John Bolger). Denerwował ją tylko fakt, że pomimo świetnego seksu, gaworzy on w jego trakcie jak niemowlę. Gdy napomniała go, on odrzucił ją i wyszedł szybko z jej mieszkania. |                               |                                |                      |                                   |                  |
| 7 | Time and Punishment           | Czas pokuty                    | Michael Spiller      | Jessica Bendinger                 | 8 lipca 2001     |
| Carrie i Aidan uprawiali seks, gdy Big nagrał się na jej głośną sekretarkę. Od tego czasu Shaw przestał budzić się przytulony do Carrie. W końcu zaczęła się obawiać, że Aidan nadal jej nie wybaczył romansu z Bigiem. Gdy Pete, pies Aidana, dostał biegunki, Carrie zauważyła go z inną barmanką. Wpadła w szał i kazała Aidanowi przespać się z nią, by byli kwita. Tak naprawdę chciała, by jej wybaczył, co wreszcie uzyskała. Miranda po rozmowie z Charlotte na temat porzucenia pracy w galerii, nadwerężyła kark po intensywnych treningach do maratonu. Zadzwoniła do Carrie po pomoc, ale ona nie mogła przyjechać. Aidan zaprowadził Mirandę do kręgarza, przez co prawniczka miała pretensje do koleżanki, bo Aidan widział ją półnagą w łazience. Nosiła kołnierz i nawet gdy już czuła się dobrze, wykorzystała swój wypadek. Przedłużyła sobie urlop oraz cieszyła się z gotowania i lenistwa. Charlotte rzuciła pracę w galerii, mimo obiekcji swoich koleżanek. Wybrała na swoje miejsce najlepsza kandydatkę, Pię (Gretchen Cleevely). W końcu zostawiła przeszłość na rzecz macierzyństwa i rozwijania swego hobby. Samantha gościła Brada (Ted King), którego poznała w taksówce. Bezczelnie powiedział kobiecie, że ma pomyśleć o depilacji. Rozzłościło to Samanthę, ale w końcu wybaczyła mu gdy sama, za jego zgodą, zgoliła mu bujne włosy łonowe. |                               |                                |                      |                                   |                  |
| 8 | My Motherboard, My Self       | Moja płyta główna, moje ja     | Michael Spiller      | Julie Rottenberg & Elisa Zuritsky | 15 lipca 2001    |
| Carrie otrzymała klucze od domu Aidana. Ich związek rozkwitł, ale wkrótce natrafił na kolejną rafę. Komputer Carrie typu Macintosh padł. Aidan całkowicie go wyłączył kombinacją klawiszy używaną tylko na komputerach typu PC. Carrie była na niego zła i razem poszli do serwisu Apple. Tam powiedzieli, żeby archiwizowała dane, bo dotychczas tego nie robiła. Aidan kupił Carrie nowy komputer, ale go nie przyjęła. W rewanżu chłopak oddał klucze do jej mieszkania. Komputer Carrie stracił wszystkie dane i kobieta zadzwoniła do Aidana z wyjaśnieniami, że musi sobie sama radzić. Przystała jednak na przenośny dysk, zakup Aidana, na którym przechowywała dane. Miranda pojechała do Filadelfii, gdzie jej matka doznała ataku serca. Jej stan był stabilny, więc córki pani Hobbes pojechały do domu. Dlatego nie zdążyły wrócić, gdy zmarła. Miranda szukała żałobnego stroju i pokłóciła się ze sprzedawczynią Lucille (Mary Pat Gleason). Zrozumiała też przez to, że nigdy nie będzie mogła posprzeczać się z własną matką. Popłakała się, a Lucille objęła ją. Pogrzeb odbył się w Filadelfii i Miranda zaczęła się przejmować, że wszyscy skupią się nad tym, że jest sama. Gdy kondukt ruszył z kościoła, Miranda się rozpłakała i Carrie dołączyła do niej, by ją wspierać. Charlotte, w związku z pogrzebem matki Mirandy, stała się Marthą Stewart od pogrzebu. Zorganizowała wielki wieniec i kosz owoców ze słodyczami. Wysłała je rodzinie zmarłej. Samantha rozkoszowała się związkiem z przystojnym trenerem zapaśniczym (Peter Onorati). Była też w szoku na wieść o śmierci matki Mirandy. Prawdopodobnie przez to straciła swój orgazm. Za wszelką cenę próbowała go odzyskać, masturbując się bezskutecznie. Dopiero płacz w kościele przyniósł Samancie ulgę. |                               |                                |                      |                                   |                  |
| 9 | Sex and the Country           | Seks na wsi                    | Michael Spiller      | Allan Heinberg                    | 22 lipca 2001    |
| Carrie zaciągnięto przez Aidana do wiejskiego domu w Suffern w stanie Nowy Jork. Nie była nim zachwycona i przestraszyła się wiewiórki. Nudziła i czuła się, że była odcięta od jej ukochanego Nowego Jorku. Wróciła do miasta, by spotkać się z wydawcą. Zjadła też kolację z Bigiem, na której wyznał jej, że szaleje za gwiazdą, Willow Summers. Carrie udawała przed Bigiem, że uwielbia domek Aidana i nie rani jej historia z Willow. Zaprosiła Samanthę na wieś. Wreszcie sama wykrzyczała Aidanowi, że nienawidzi tego domu, ale szybko poprawiła to już je się wymsknęło. Mężczyzna zaproponował jej, by odwiedzała to miejsce tylko w weekendy. Miranda usłyszała od Aidana, że Steve ma raka jądra. Była wściekła na niego, gdy nie był zorientowany na jakim etapie jest jego choroba i nie był badany ultrasonografem. Po udanej operacji Miranda zaopiekowała się byłym ukochanym. Charlotte ujrzała orchidee swej teściowej, która to podarowała synowej jeden z kwiatów. W zamian Bunny oczekiwała wnuka. Żona Treya musiała przestrzegać dni, w których miała owulację. Jeśli chciała zajść w ciążę, to wtedy musieli uprawiać seks. Była wstrząśnięta, gdy Bunny rozmawiała z kąpiącym się synem. Trey wyjawił, że wychowała go niania i następnie razem kochali się w szklarni Bunny. Zniszczyli przy tym kilka jej kwiatów. Samantha nie mogła znieść, gdy każdy jej kolejny kochanek pytał się, co robi w przyszłym tygodniu. Na wsi w Suffern poznała przystojnego byłego maklera Luke’a (Christopher Braden Jones), który osiadł na wsi po ostatnim krachu na giełdzie. Uprawiali seks, ale Samantha zniknęła, gdy powtórzyło się znienawidzone przez nią pytanie. |                               |                                |                      |                                   |                  |
| 10 | Belles of the Balls           | Najpiękniejsze klejnoty        | Michael Engler       | Michael Patrick King              | 29 lipca 2001    |
| Carrie zaczęły przeszkadzać problemy miłosne Biga. Zadzwonił do niej z nimi i czuł się źle. Po rozmowie, usłyszała, że Aidan mógłby go wyzwać na bójkę i by go pokonał. Wreszcie postanowiła go zaprosić do wiejskiego domku Aidana, do Suffern. Aidan był wściekły, ale zgodził się. Były kochanek Carrie przyjechał i po godzinie oraz dwóch butelkach czerwonego wina zaczął narzekać na Willow. Spił się przy tym i Aidan dał mu koc, by przenocował w jego domu. Nazajutrz obaj mężczyźni siłowali się w błocie i przestali, dopiero gdy pies Pete ugryzł Biga w pośladek. Po wszystkim rozmawiali jakby nic się nie stało. Miranda, po udanej operacji Steve’a, zaczęła się nim martwić. Barman wpadł na pomysł wszczepienia sobie w mosznę jądra ze sztucznego tworzywa, w miejsce usuniętego. Umówił się już nawet z lekarzem (Allan Wasserman). Gdy prawniczka usłyszała, że nie zakończono testów, namówiła go, by wycofał się z pomysłu. W końcu nie mogła wytrzymać jego narzekań i przespała się z nim bez prezerwatywy, by go podnieść na duchu. Charlotte przekonała Treya, by zbadał swoją spermę. Okazało się, że jego szkocka sperma była w najlepszym gatunku. Samantha starała się zatrudnić w firmie milionera i właściciela wielu hoteli Richarda Wrighta (James Remar). Za pierwszym razem odmówił jej ponieważ nie chciał zatrudnić kogoś emocjonalnego. Za drugim także, bo spała z jego architektem. Z zimnym opanowaniem dała mu reprymendę i wyszła z jego gabinetu. Richard pobiegł za nią, ale nie zdążył, a Samantha, gdy była sama w windzie rozpłakała się. Nie mniej otrzymała stanowisko jako kobieta z ikrą. |                               |                                |                      |                                   |                  |
| 11 | Coulda, Woulda, Shoulda       | Mogłabym, chciałabym, powinnam | Michael Engler       | Jenny Bicks                       | 5 sierpnia 2001  |
| Carrie, przy okazji zdarzenia jakie przytrafiło się Mirandzie powiedziała przyjaciółkom, że w 1988 roku, gdy miała 22 lata, przeszła aborcję. Gdy Aidan, poinformowany już o stanie Mirandy, spytał Carrie, czy sama miała aborcję, skłamała mu. Felietonistka zgodziła się towarzyszyć Mirandzie przy zabiegu i odwiedziła klub Saloon, gdzie pracował Chad (Joshua Burrow). To seks z nim zaowocował ciążą, którą usunęła. Nie pamiętał jej, co przekonało ją, że postąpiła słusznie. Przyznała się też Aidanowi do czynu sprzed lat, ale zakazała mówić Steve’owi, że będzie ojcem. Miranda, pomimo swoich leniwych jajników i jednego jądra Steve’a, zaszła w ciążę. Nie chciała o niczym informować ojca dziecka i zdecydowała się iść na aborcję. Była wściekła, gdy usłyszała od Carrie, że przekazała newsa o dziecku Aidanowi. Idąc ulicą, spotkała smutną Charlotte. W końcu, mając na głowie przyjaciółkę i to, że pewnie nigdy by nie była gotowa na dziecko, nie zrobiła tego. Charlotte pomimo starań o dziecko, dostała okresu. Podczas wspólnego obiadu z koleżankami, dowiedziała się o ciąży Mirandy i wyszła na wieść o tym, że prawniczka ją usunie. Zrobiła test na płodność. Wyniki był druzgocące, bo Charlotte usłyszała, że ma 15% szans na dziecko. Ucieszyła się wiec, że chociaż zostanie ciocią dziecka Mirandy. Samantha przyznała, że miała dwie aborcje. Stała się agentką Lucy Liu. Specjalistka PR zapragnęła też torebki Birkin, produkcji Hermes, podnoszącej status społeczny i będącej wyznacznikiem luksusu. By ją zdobyć, trzeba było czekać na liście oczekujących przez 5 lat. Dlatego też skłamała, że torba przeznaczona jest dla Lucy Liu. Gdy zauważyła, że „zwykła kobieta” ma Burkina, zbluzgała rzeczniczkę Hermesa. Lucy otrzymała torbę Burkina i dowiedziała się od rzeczniczki Hermesa o wyczynie Samanthy, dlatego zwolniła Jones.                                                                                                |                               |                                |                      |                                   |                  |
| 12 | Just Say Yes                  | Po prostu powiedz „tak”        | Michael Engler       | Cindy Chupack                     | 11 sierpnia 2001 |
| Carrie odkryła, że w jej bloku zawiązała się wspólnota i jeśli chce pozostać w swym mieszkaniu, musi je wykupić. Aidan zgodził się nabyć. Gdy pakowała jego porozrzucane rzeczy, znalazła pierścionek zaręczynowy, czyli brylant w kształcie gruszki, oprawiony w złoto. Natychmiast zwymiotowała do kuchni. Miranda pomogła mu go wybrać. Carrie miała wątpliwości, ale, pomimo tego, zwierzyła się Bigowi na ten temat. Podczas zwykłego spaceru z Carrie, Aidan poprosił ją, bardziej gustownym pierścionkiem, o rękę na co jego dziewczyna się zgodziła. Samantha przyznała się, że tym razem to ona pomogła wybrać pierścionek i uczciła to wydarzenie z przyjaciółką. Miranda powiedziała Steve’owi, że będzie ojcem i urodzi dziecko. Wieczorem Steve zaprezentował jej pierścionek który za pierwszym razem miała dostać Carrie, ale został brutalnie odrzucony. Doszli do porozumienia, że wychowają dziecko, ale osobno. Charlotte dostawała zastrzyki hormonalne. Brała pod uwagę zapłodnienie in vitro, a gdy Trey był sceptyczny wobec tego, nawet adopcję dziecka z Chin. Na corocznym zjeździe Szkotów, usłyszała od teściowej Bunny, że ona nie zaakceptuje nie biologicznego wnuka. Nakrzyczała na Treya w obecności gości, że na nią spada cała odpowiedzialność. Mąż eks – marszandki zrezygnował z posiadania dzieci. Samantha udała się na spotkanie z Richardem. Wyjawił on jej, że prowadzi podobne życie miłosne jak Samantha. Podczas lotu do brazylijskich hoteli Wrighta, Samantha przespała się ze swym szefem. |                               |                                |                      |                                   |                  |
| 13 | The Good Fight                | Porządna kłótnia               | Charles McDougall    | Michael Patrick King              | 6 stycznia 2002  |
| Carrie zastała swoje mieszkanie zagracone rzeczami Aidana. Miał je przenieść do tego za ścianą sypialni pisarki. Staruszka mieszkająca tam, pani Cohen (Francine Beers), miała jednak wyprowadzić się dopiero za miesiąc. Aidan się wściekł, ale to Carrie była niezadowolona, gdy jej narzeczony zaproponował posprzątanie jej garderoby. Gdy Pete pogryzł jedne z jej butów, pokłócili się i kobieta wyszła. Gdy wróciła, nadal się nie przeprosili. Pomimo to rozejm między nimi sam się zrodził. Miranda z jeszcze niewidocznym brzuchem ciążowym, spotkała się z tłumaczem władającym pięcioma językami, Walkerem (Robert John Burke), zatrudnionym w departamencie stanu. Chciała iść z nim do łóżka, ale nie wiedziała, czy wypada. W końcu, w imię potrzeb, wpuściła go do swojej sypialni. Charlotte musiała się uporać z rezygnacją Treya z potomka. Jej mąż, by rozweselić żonę, podarował jej dziecko wycięte z kartonu. Według niego miał to być żart, ale Charlotte wyszła tylko wściekła do innego pokoju. Atmosfera między małżonkami była tak gęsta, że wybuchła podczas babskiego wieczoru Charlotte w ich mieszkaniu. Tuż po tym jak Trey opowiedział całą historię, której był sprawcą. Trey z kartonowym dzieckiem zamieszkał w pokoju gościnnym. Samantha po raz pierwszy od lat nie chciała opisać jaki Richard jest w łóżku. Dziewczyny słusznie podejrzewały, że się zakochała. Mężczyzna dał jej idealną różę, a ona jemu fellatio. Wyzwolona seksualnie kobieta przyjechała do Richarda na szczyt apartamentowca, gdzie był basen. Wyraźnie zaznaczyła, że łączy ich tylko praca oraz seks. Wykąpali się i po tym jak mężczyzna włączył muzykę, tańczyli powoli w jej rytmie. Samantha przestała walczyć z uczuciem do niego. |                               |                                |                      |                                   |                  |
| 14 | All That Glitters...          | Cały ten blichtr               | Charles McDougall    | Cindy Chupack                     | 13 stycznia 2002 |
| Carrie i Aidan różnili się co do spędzania wolnego czasu. On wolał zostawać w domu wraz z nogami kurczaków od KFC, a ona, w sobotę wieczór, wyjść z przyjaciółkami do klubu gejowskiego. Poznała tam geja i handlarza drogimi butami, Olivera (Murray Bartlett). Dał jej film pornograficzny z gejami, który potem obejrzała z przyjaciółkami u Samanthy. Spotkała się dwa razy z nim gdzie za każdym razem przyłapał ich Stanford. Po tym wszystkim wróciła do domu, by być tylko z Aidanem i pierścionkiem zaręczynowym na szyi. Miranda w klubie dla gejów spotkała Maxa (Daniel Sauli), współpracownika w firmie prawniczej. Powiedziała mu też o swej ciąży. Max przekazał tę nowinę do plotkary Celeste (Tracy Tobin). Miranda miała pretensje do niego i przez przypadek wymsknęło jej się, że jest gejem, gdy Celeste weszła. Charlotte w klubie dla gejów, poznała chłopaka Anthony’ego Marantino, Gordona (Chris Payne Gilbert). Był redaktorem w uwielbianym przez byłą marszandkę piśmie „Dom i Ogród”. Zaproponowano jej sesję w jej apartamencie i bardzo się ucieszyła. Trey wiedział, że żona się gniewa na niego i gdy usłyszał, że ona nie zrezygnuje z marzeń o dziecku, zostawił jej wspólny apartamnet. Sam przeniósł się do domu matki. Nie mniej pojawił się podczas sesji zdjęciowej. Samantha w klubie dla gejów bawiła się niesamowicie i zażyła tabletkę ekstazy. Poszła do łóżka z Richardem i wyznała, że go kocha. Nazajutrz bardzo tego żałowała. Nie mniej nie odważyła się mu powiedzieć, że to nie narkotyk przez nią przemawiał. |                               |                                |                      |                                   |                  |
| 15 | Change of a Dress             | Zmiana sukni                   | Alan Taylor          | Julie Rottenberg & Elisa Zuritsky | 20 stycznia 2002 |
| Carrie powiedziała Susan Sharon (Molly Price) o swych zaręczynach i o tym, że jeszcze nie mieli z Aidanem pojęcia, gdzie się pobiorą. Stolarz, podczas prysznica, zaproponował swej wybrance ślub na Hawajach lub Aspen. Carrie nie była zachwycona, więc Miranda wpadła na pomysł, by przyjaciółka, w ramach terapii szokowej, przymierzyła najbardziej koszmarną suknię ślubną. Sama też ubrała jedną z kreacji i była zadowolona, ale pisarka dostała wysypki. Stwierdziła, że brakuje jej genu panny młodej. Przeglądała katalog sukien ślubnych gdy Aidan wybijał ścianę w jej sypialni, aby połączyć mieszkania. Nie wytrzymała i pobiegła do niego aby przestał. Poprosiła też go, by miała trochę czasu na zastanowienie się, czy chce tego ślubu. Pomimo to, po balu u Richarda, Aidan naciskał na Carrie, by się pobrali. Carrie miała wątpliwości i para rozstała się, a Aidan wyprowadził się nazajutrz. Miranda miała już dosyć duży brzuch ciążowy. Podczas badania ultrasonograficznego usłyszała się, że urodzi chłopczyka. Nie mogła jakoś się z tego cieszyć, w przeciwieństwie do jej lekarki i Charlotte. Dopiero gdy dziecko poruszyło się w jej łonie, odkryła gen macierzyństwa. Charlotte, aby przejść przez rozstanie z mężem, zapisała się na kurs tańca. Czuła się przy tym świetnie. Jednakże gdy nie znalazła pary, do przetańczenia jednego z utworów muzycznych, zrozumiała, że nie jest gotowa na bycie rozwódką. Samantha przeczytała w gazecie, że Richard romansuje z innymi kobietami. Zadzwoniła do J.J. Mitchella (Marc Grapey) i on potwierdził to. Na balu Richarda prawda uderzyła ją w twarz, że mężczyzna, z którym się spotyka, sypiał z połową miasta. W zemście, Samantha przespała się z Mitchellem, a Richard był zadowolony, że specjalistka PR się nie zmieni. |                               |                                |                      |                                   |                  |
| 16 | Ring A Ding Ding              | Bing Bang                      | Alan Taylor          | Amy B. Harris                     | 27 stycznia 2002 |
| Carrie pożegnała Aidana, który zabrał ostatnie pudło z jej domu. Kazała mu zabrać pierścionek, który jej dał. W zamian, zmusił ją do wykupienia od niego wynajmowanego przez nią mieszkania w ciągu 30 dni. Ze względu na swe dochody nie mogła dostać kredytu. Miranda uświadomiła jej, że wydała 40 000 dolarów na buty. Carrie szukała też nowego mieszkania, ale oferty jej nie odpowiadały. Poszła do Biga, który pożyczył jej 30 000 dolarów. Powiedziała o tym przyjaciółkom i przy nich podarła czek od niego. Miranda i Samantha zaproponowały jej pomoc finansową. Odmówiła, ale poszła do Charlotte z pretensjami, że tego nie zrobiła. Jednakże to dzięki niej kupiła swe mieszkanie, ponieważ żona Treya dała Carrie swój pierścionek zaręczynowy. Miranda miała problem z trzymaniem gazów jelitowych. Zmieniła też swoją garderobę, ponieważ ciąża spowodowała przyrost jej masy. Była też bardzo chętna na seks i przespała się ze Steve’em. Charlotte chciała sprzedać pierścionek od Treya, ale nie mogła tego zrobić. Pomimo braku męża, zakładała go jednak i przechadzała się po swym apartamencie, by poprawić sobie nastrój. Telefonowała też do galerii, by się tam zatrudnić. Zgodzili się, ale tylko jako wolontariuszka, bo jej doświadczenie zawodowe było zbyt duże. Samantha otrzymała wiele prezentów od Richarda, zawsze z liścikiem klasa za klasę lub seks za seks, najlepszego Richard. Wkrótce też odkryła, że to jego asystent i gej, Roger (Robert Gomes) kupował te rzeczy. W zamian za udawanie, że nie istnieje, wypisał on na bileciku Mojej pięknej, kocham Richard. Przyznał się do tego, a ona podziękowała tylko za prezent i przespała się z Wrightem. |                               |                                |                      |                                   |                  |
| 17 | A „Vogue” Idea                | Pomysł dla „Vogue’a”           | Martha Coolidge      | Allan Heinberg                    | 3 lutego 2002    |
| Carrie podjęła pracę w magazynie o modzie „Vogue”. Pierwszy artykuł nie spodobał się Enid (Candice Bergen), ponieważ za mało napisała o esencji Vogue, czyli stylowych ubraniach czy dodatkach. Inny pracownik firmy, Julian (Ron Rifkin) postanowił jej pomóc. Był od 24 lat żonaty, a jego córka namówiła go do zatrudnienia Carrie w magazynie, ponieważ czytała jej felietony. Razem poszli na kolację, gdzie Julian usłyszał, że ojciec Carrie opuścił ją gdy miała 5 lat rozstała się także z chłopakiem. Wieczorem dokończyli artykuł. Julian zaprowadził Carrie do magazynu Vogue, gdzie ona oszalała ze szczęścia. On za to, będąc tylko w majtkach, zaproponował jej związek, ale go odrzuciła. Zdecydowała się konsultować tylko z Enid. Miranda szukała łóżeczka dla jeszcze nienarodzonego synka. Poprosiła Charlotte o pomoc w sprawie ciążowego przyjęcia. Charlotte zgodziła się, ale Miranda wściekła się, gdy przyjaciółka zadzwoniła ona podczas pracy i wytykała błędy w mieszkaniu prawniczki. W końcu Charlotte, zatarła ślady swego niespełnionego macierzyństwa w pokoju, który niegdyś miał być pomieszczeniem jej dziecka. Wyprawiła tam ciążowe przyjęcie dla Mirandy i jej znajomych. Charlotte rozpłakała się, gdy jedna z kobiet sprezentowała Mirandzie grzechotkę, identyczną jak ta, którą Trey kiedyś kupił żonie. Miranda, by ją pocieszyć, podziękowała jej za starania. Samantha, na urodziny Richarda, zgodziła się spełnić jego marzenie. Wright poprosił swą partnerkę o seks – trójkąt z atrakcyjną Alexą (Rachel Nichols). 21 – latka zgodziła się, ale Samantha od razu wyznaczyła jej granice. Gdy Alexa nazwała Richarda tatuśkiem, czego on nienawidził, pozwolił Samancie ją wyrzucić. Sama otrzymała to czego potrzebowała: monogamię. |                               |                                |                      |                                   |                  |
| 18 | I Heart NY                    | Kocham Nowy Jork               | Martha Coolidge      | Michael Patrick King              | 10 lutego 2002   |
| Carrie czuła nadchodzącą jesień. Zadzwoniła też do Biga. Wizyta u niego w mieszkaniu ujawniła, że wyprowadzi się do Napa w stanie Kalifornia, czyli na drugi koniec kraju. Kupił tam ponad połowę winnicy, a Nowy Jork go męczył. Była oburzona na niego, że nic jej nie powiedział. Rozmawiali ze sobą i Carrie obiecała, że przyjedzie go pożegnać. Nazajutrz powiedziała o tym koleżankom. Także, mimo sprzeciwu Mirandy, zdecydowała się z nim przespać na pożegnanie. Big i ona przejechali się powozem po Central Parku. Ich spotkanie przerwała Miranda, która zaczęła rodzić. Carrie przyjechała na czas i wsparła psychicznie swą przyjaciółkę. Poród się udał i po wszystkim, pojechała do mieszkania Biga, które było puste. Zostawił on jej bilety do Napa, w razie gdyby poczuła się samotna. Miranda razem ze Steve’em składali łóżeczko do dziecka i rozmawiali na temat imienia dla syna. Miranda chciała „Danny’ego”, a Steve optował za „Paulem”, tak jak jego ojciec i dziadek. Miranda urodziła ślicznego chłopczyka i dała mu ostatecznie na imię Brady, od nazwiska ojca. Charlotte podczas pracy w galerii, poznała innego rozwiedzionego mężczyznę, Erica (Terry Maratos). Nie chciała się z nim umówić, ale gdy zobaczyła swą teściową i męża, z którym była w separacji, zmieniła zdanie. Zjadła z mężczyzną kolację i zaprosiła go do siebie, ale oniemiał gdy zobaczył apartament Charlotte. Widząc to, grzecznie wyprosiła Erica za drzwi. Samantha podarowała Richardowi czerwony obraz z trzema sercami. Nie umiała inaczej powiedzieć „daje Ci serce”. Wyznała koleżankom, że jest uzależniona od miłości. Z zazdrości podejrzewała, że milioner sypia z innymi kobietami. By uspokoić swoje nerwy, ukradła klucz i przesłuchała jego automatyczna sekretarkę. W końcu ubrała perukę z kolekcji Raquel Welch i śledziła go do jego mieszkania, gdzie nakryła go na robieniu cunnilingusa innej kobiecie. Ze złości roztrzaskała swój prezent dla niego. |                               |                                |                      |                                   |                  |

### Seria 5
Sezon skrócono z powodu ciąży Cynthii Nixon oraz głównie Sary Jessiki Parker.
| 1 | Anchors Away                     | Kotwice w górę             | Charles McDougall    | Michael Patrick King                 | 21 lipca 2002    |
| Carrie, znowuż singielka, rozkoszowała się związkiem z miastem. Charlotte przedstawiła też jej teorię, że można w życiu mieć tylko dwie wielkie miłości. Pisarka spotkała na swojej drodze przystojnego marynarza, Louisa (Daniel Sunjata). Zaprosił ją i jej koleżanki na zabawę marynarzy. Louis, zapytany przez Carrie, odrzekł, że przy odrobinie szczęścia można odnaleźć jedną miłość. Felietonistka zrozumiała, że jej chłopak to Nowy Jork. Miranda musiała się uporać z nowym życiem: matki. Skupiała się na dziecku i nie mogła prowadzić rozmów tak jak kiedyś. Pomimo to, Steve był na każde zawołanie, gdy sobie nie radziła. Charlotte postanowiła zapomnieć o mężu. Jego nazwisko na drzwiach ciągle jej go przypominało. Wróciła, mimo formalnego małżeństwa, do panieńskiego nazwiska. Anthony brutalnie uświadomił jej, żeby nie czekała zbyt długo na nową miłość. W końcu po pół roku abstynencji seksualnej, postanowiła się z kimś przespać. Ostatecznie nie przełamała się, bo pokazała tylko pierś kapitanowi Cookowi (Mark Deklin). Wytłumaczyła sobie, że częściowy striptiz to seks. Samantha była wciąż wściekła na Richarda za jego zdradę. Mężczyzna za to nagrywał się na jej telefon komórkowy i domowy. Gdy go raz spotkała, oblała go martini. Później odwiedziła dzielnicę nieprawego Richarda z ulotkami zawierającymi zdjęcie Richarda oraz napis „oszust i kłamca”. Nawet policjantka (Chandra Wilson) zgodziła się, by kontynuowała to. Złość zeszła z niej, bo na imprezie marynarzy kilka razy odsłuchała wiadomość od Richarda, uśmiechając się przy tym. |                                  |                            |                      |                                      |                  |
| 2 | Unoriginal Sin                   | Banalny grzech             | Charles McDougall    | Cindy Chupack                        | 28 lipca 2002    |
| Carrie nie miała pomysłu na kolejny artykuł. Obawiała się nawet, że wyrzucą ją z pracy. W końcu Gabe (Matt Servitto), wydawca Carrie, powiedział jej, że jej artykuły ukażą się w formie książki. Bradshaw spotkała się z Lily (Molly Shannon) i Courtney (Amy Sedaris), które doradziły jej, by napisała kilka słów wstępu do książki. Miranda wybrała Carrie na matkę chrzestną, ale sama pisarka zastanawiała się, czy na to zasłużyła. Wraz z Patrickiem (Danton Stone), kuzynem Steve’a i ojcem chrzestnym Brady’ego, ochrzcili małe dziecko w obecności jego rodziny i przyjaciółek. Swoją książkę zadedykowała Charlotte, tej, która zawsze wierzy w miłość. Miranda usłyszała od Steve’a, że chce ochrzczenia syna. Uszczęśliwiłoby to jego matkę, której wnuk od drugiego syna zmarł po 2 tygodniach. Miranda początkowo była przeciwna, ale ustąpiła i poznała Mary Brady (Anne Meara). Poszła też na układ z księdzem, żeby nie wymieniał podczas uroczystości pewnych pojęć m.in. grzech czy szatan. Wybrała też Carrie na matkę chrzestną dla synka. Charlotte zaprosiła Carrie na zajęcia z afirmacji, pod kierunkiem dr Grayson (Cheryl Bricker). Na wykładzie przyznała się, że całe życie wierzyła w afirmację i nienawidzi swego męża, ponieważ odebrał jej nadzieję. Charlotte, mimo tego, głośno wyraziła nadzieję, że Richardowi i Samancie może się udać w miłości. Samantha, wbrew opinii przyjaciółek, wróciła do Richarda. On ofiarował kobiecie wielki brylant na środkowy palec. Wright zaprosił specjalistkę PR do restauracji. Okazał wielką cierpliwość, gdy kobieta perfidnie wypominała mu cunnilingusa z inną oraz gdy nie obejrzał się za pupą innej kobiety. Pomimo obiecujących pozorów, jeszcze nie zasłużył na wybaczenie. Razem wybrali się na chrzest Brady’ego. |                                  |                            |                      |                                      |                  |
| 3 | Luck Be an Old Lady              | To szczęście być staruszką | John David Coles     | Julie Rottenberg & Elisa Zuritsky    | 4 sierpnia 2002  |
| Carrie postanowiła zebrać wszystkie dziewczyny na 36. urodziny Charlotte. Gdy Steve przyszedł do Mirandy z obawami, że skrzywdzi synka, przekonała Magdę, by się nim zajęła. Na miejscu, w Atlantic City, także, cały czas usiłowała, by żadna z przyjaciółek nie opuszczała reszty. Do tego doszły nieudane próby zrobienia sobie wspólnego zdjęcia. Osiągnęła to dopiero podczas powrotu autobusem. Miranda wybrała się do Atlantic City z dziewczynami, ale w trakcie gier w kasynie, przejmowała się swoją nadwagą, nabytą w trakcie ciąży. Na szczęście, dzięki dziewczynom, wyszła obronną ręką ze starcia z otyłym Berniem (Alex Corrado). Charlotte postanowiła nie obchodzić swych 36 urodzin. Po tym jak otrzymała od Mirandy grę „stara panna”, pojęła także, że szyje na drutach, chodzi w czepku oraz ubiera się konserwatywnie. Całkowicie zmieniła styl i włożyła sukienkę odsłaniającą nieco więcej niż zwykle, a także umalowała się. Wzbudziła tym szok przyjaciółek i zainteresowanie innych mężczyzn. Samantha, dzięki Richardowi, zaprosiła wszystkie dziewczyny na lot do Atlantic City. Mimo że mężczyzna dał jej majtki z pereł, Samantha obawiała się, że on zdradzi ją z żeńską częścią personelu, np. pokojówką Terry (Iris Almario). Była bardzo zazdrosna i gdy zadzwonił do niej, by szła z przyjaciółkami, pobiegła schodami do jego pokoju. Tam zadyszana, stwierdziła, że dłużej tak nie może strzępić sobie nerwów na niego. Martwić się, czy ją zdradzi, czy nie. Odeszła, oddając mu majtki i wielki brylant. |                                  |                            |                      |                                      |                  |
| 4 | Cover Girl                       | Dziewczyna z okładki       | John David Coles     | Judy Toll & Michael Patrick King     | 11 sierpnia 2002 |
| Carrie przedstawiono ohydną okładkę jej książki przez Lily (Molly Shannon) i Courtney (Amy Sedaris). Odmówiła im i szukała własnego pomysłu na nią. Nawiązała współpracę z Samanthą, w zamian za dwa martini i lunch. Najlepszy stylistka specjalistki PR, zgodził się na sesję, ale okazała się niewypałem, bo Carrie wybrała jeden ze strojów i wyglądał w nim jak prostytutka. Carrie przyszła do Samanthy i pomogła jej ona wybrać jeden z jej pomysłów. Zdjęcia Carrie wyszły bajecznie i seksownie, a nie wulgarnie. Miranda, za radą sprzedawczyni w sklepie, poszła na mityngi dla otyłych. Podczas niefortunnego zważenia wagi, spotkała nieco grubszego Toma (Craig Gass). Zjedli razem pączka i zgodzili się spalić go przez seks. Był on fantastyczny, ale za bardzo się pocił, a krytykowany, objadał się. Gdy zwróciła mu uwagę, obraził się i rozstał z Mirandą. Prawniczka straciła za to ochotę na lukier. Charlotte chciała kupić książkę z serii „jak zacząć od nowa”. Wstyd jej było, że należy do grona czytelniczek. Kupiła poradnik, ale przez internet. Wraz z przysłaniem książki, zaproponowano jej inne żenujące tytuły jak „wyszłam na prostą” czy „rezerwacje dla jednego”. Wyrzuciła zakupioną przez siebie pozycję literacką przez okno, prosto w ręce innej, również rozczarowanej mężem, kobiety. Samantha zrobiła fellatio muskularnemu kurierowi, Joe (Nick Scotti). W trakcie, przyłapała ją Carrie i wybiegła z jej biura. Poczuła się dotknięta, gdy przyjaciółki oceniły krytycznie jej zachowania seksualne. Zmieniła zdanie, gdy przyłapała Stanforda na identycznej sytuacji z jego chłopakiem. Samantha i Carrie pogodziły się. Stanford poznał młodego tancerza Broadwayu, Marcusa (Sean Palmer). Samantha zobaczyła jak Marcus robił fellatio Stanfordowi i sama zreflektowała się nad swoim zachowaniem. |                                  |                            |                      |                                      |                  |
| 5 | Plus One Is the Loneliest Number | Jeden to samotna liczba    | Michael Patrick King | Cindy Chupack                        | 18 sierpnia 2002 |
| Carrie przygotowywała się na przyjęcie z okazji wydania jej książki. Podczas spotkania z Courtney (Amy Sedaris), poznała innego pisarza, który miał już cały proces promocyjny za sobą, Jacka Bergera (Ron Livingston). Rozmawiali podczas spaceru i kobieta zaprosiła go na swoje przyjęcie książkowe. Niestety spadł na nią kubeł zimnej wody, gdy usłyszała, że mieszka z dziewczyną. Carrie spotkała też Enid Frick (Candice Bergen). Dała ona jej rade, że trzeba się pozbyć złudzeń w związku, życiu i modzie. Za to, otrzymała zaproszenie na przyjęcie od Carrie. Wieczorem, zabawa udała się i Berger przyszedł, ale tylko jej pogratulował. Rozważała, że po co jej Jack, ale ostatecznie doszła do wniosku, że może poczekać na swą szczęśliwą kartę. Miranda wróciła z urlopu macierzyńskiego do pracy. Pomimo posiadania dziecka, spotkała się z Walkerem (Robert John Burke). Przyszła z nim na przyjęcie Carrie i nie powiedziała o dziecku. Zrobiła to na zabawie i poszła z nim do łóżka, ale stosunek przerwał im płaczący Brady. Tej nocy w końcu się poddała. Nie była przecież już sama w swoim życiu. Charlotte pracowała nad swoją przyszłością z Justinem (Peter Giles). Po udanym seksie, odwiedziła ją Bunny MacDougal. Teściowa wtrąciła się do jej życia intymne i oświadczyła, że mieszkanie nie jest jej. Justin usłyszał, że Charlotte ma męża i wyszedł od niej oszukany. Samantha poszła na zabieg wstrzyknięcia botoksu pod skórę dla usunięcia zmarszczek. Zgodziła się też na peeling chemiczny. Jej twarz po zabiegu była cała czerwona i piekła. Nie chciała iść na przyjęcie przyjaciółki, ale zmieniła zdanie i ubrała czarny kostium, z ciemniejszym lekko przeźroczystym materiałem, przymocowanym do ronda kapelusza. Stanford pokazał się z Marcusem na przyjęciu, by dopiec Anthony’emu, który zorganizował je i towarzyszył Charlotte. |                                  |                            |                      |                                      |                  |
| 6 | Critical Condition               | Krytykanctwo               | Michael Patrick King | Alexa Junge                          | 25 sierpnia 2002 |
| Carrie musiała się zmierzyć z recenzją swej książki oraz przeszłością z Aidanem, gdy spotkała na swej drodze eks – dziewczynę stolarza. Tą, z którą chodził zaraz po Carrie, Niną Katz (Nadia Dajani). Ujrzała ją drugi raz wraz z Samanthą i widziała jej nazwisko w telewizji. Od Steve’a, usłyszała, że Aidan był załamany po rozstaniu z pisarką. Carrie postanowiła rozprawić się z Niną. Wyjaśniła jej dyplomatycznie, że nigdy umyślnie go nie skrzywdziła i doszła do wniosku, że najważniejsze recenzje to te, które wystawiamy sami sobie. Miranda była wyczerpana opieką nad ciągle płaczącym synem. Jedna z sąsiadek, Kendall (Lisa Gay Hamilton), także miała dziecko i prosiła o uciszenie małego Hobbesa. Kendall przyszła do Mirandy z wibrującym fotelikiem i dopiero to uspokoiło Brady’ego. Charlotte wybrała adwokata Matthew Blooma (Victor Browne) ze spółki „Bloom & Goldenblatt”. Razem mieli walczyć o uznanie darowizny apartamentu od męża przez jego matkę. Według Mirandy, miał być bystry i twardy. Okazał się też przystojny, co zdekoncentrowało Charlotte. Gdy zobaczyła jego brzydszego wspólnika Matthew, Harry’ego Goldenblatta (Evan Handler), on został jej adwokatem. Razem walczyli tylko o mieszkanie i już stali na straconej pozycji, ale Trey przysłał telegram ze Szkocji. Wyraźnie w nim napisał, że nie żartuje i matka ma oddać apartament, a Charlotte była wspaniałą żoną. Pomimo zwycięstwa, Charlotte chciała pogodzić się z przyszłą eks – teściową, ale zostało to odrzucone przez Bunny. Samantha miała za to mnóstwo wolnego czasu. Po dniu pełnym depilacji, zamierzała się masturbować, ale jej ulubiony wibrator się zepsuł. Poszła też do sklepu, gdzie kupiła urządzenie, a sprzedawca wyjaśnił jej, że to masażer do szyi. Przez chwilę stała się też doświadczoną recenzentką innych masażerów. Carrie namówiła Samanthę, by pomogła „tonącej” Mirandzie. Odstąpiła też jej swoją, umówioną od dawna, wizytę u ekskluzywnego fryzjera. Gdy Miranda wyszła, wibrujący fotelik Brady’ego się zepsuł i Samantha nie mogła sobie dać poradzić z nową sytuacją. Dopiero, gdy użyła nowego masażera, Brady znowu się uciszył. |                                  |                            |                      |                                      |                  |
| 7 | The Big Journey                  | Wielka wyprawa             | Michael Engler       | Michael Patrick King                 | 1 września 2002  |
| Carrie, wraz z Samanthą, pojechały pociągiem na promocję książki w San Francisco. Pisarka bardzo chciała się też przespać z Bigiem. Wyszły do wagonu restauracyjnego, który nie wyglądał jak te nowojorskie. Wolne miejsce znalazło się tylko wtedy, gdy ktoś ustąpił. Wieczór kawalerski, który odkryła Samantha, też okazał się niewypałem, bo wszyscy mężczyźni byli wierni swym żonom. W San Francisco, Carrie usłyszała, że jest przystawką przed autorem książki dla dzieci. Big pojawił się na czytanym przez nią fragmencie książki i przestała myśleć o czymkolwiek. Zmusiła Samanthę do pójścia do innego pokoju hotelowego, a sobie zostawiła apartament opłacony przez wydawnictwo. Big i Carrie poszli jednak na kolację i potem do sypialni, gdzie Big wyznał jak bardzo ją skrzywdził. Omawiał też szczegółowo jej książkę. Autorka wszystkiemu zaprzeczała, bo chciała się kochać, ale do niczego nie doszło. Dopiero nazajutrz rano zrobili to o czym marzyła Carrie. Po podpisaniu ostatniej książki, zwierzyła się Samancie ze wszystkiego, a przyjaciółka wręczyła jej bilety lotnicze do Nowego Jorku. Charlotte przyjęła swego spoconego adwokata Harry’ego w swoim apartamencie. Kobieta myślała o sprzedaży wielkiego mieszkania i Harry zaproponował jej kawalerkę, którą to jego przyjaciel zamierzał sprzedać. Charlotte, po tym jak podpisała papiery rozwodowe, odwiedziła to mieszkanie i tam poszli razem do łóżka. Zwierzyła się Anthony’emu, a on dał jej rady jak się tylko kochać. Zrobiła tak jak przyjaciel kazał. |                                  |                            |                      |                                      |                  |
| 8 | I Love a Charade                 | Kocham szarady             | Michael Engler       | Cindy Chupack & Michael Patrick King | 8 września 2002  |
| Kwartet dziewczyn poszedł na koncert słynnego artysty, geja i przyjaciela Carrie, Bobby Fine’a (Nathan Lane). Były w szoku na wieść, że ożeni się rozwiedzioną i bogatą Bitsy von Muffling (Julie Halston). Wszystkie był cynicznie nastawione do wielkiego wydarzenia w Hamptons. Uznały jednak, że razem mogą być szczęśliwi. Carrie spotkała też ponownie Jacka, który zerwał ze swą dotychczasową dziewczyną. Kupił motor, by odreagować rozstanie. Zaprosiła go na przyjęcie Samanthy. Ich spotkanie, ponieważ Carrie zbyt dużo mówiła, co speszyło Jacka. Ten jednak przyszedł na samo wesele, na potańcówkę z Carrie i zaproponował jej pierwszą randkę. Miranda spotkała w swym mieszkaniu Steve’a, który przyniósł jej kwiat bzu z ogrodu matki. Poszła do łóżka ze swoim eks. Dlatego, pomimo początkowo innej decyzji, zdecydowała się pojechać na ślub Bitsy i Bobby’ego, by od niego odpocząć. Miranda, w trakcie wesela, zatęskniła za Steve’em. Charlotte ujawniła się przyjaciółkom z tego, że jest w związku z Harrym i on pociąga ją. Goldenblatt, w zamian za zgolenie pleców, zaprosił Charlotte na wesele Bitsy. Niestety jego plecy były całe czerwone po depilacji. Podczas potańcówki, odkryła, że zadurzyła się w Żydzie, który był zdecydowany ożenić się tylko z Żydówką. Samantha wyprawiła wielkie przyjęcie w Hamptons, w domu Richarda, którego nie zaprosiła na nie. Do rezydencji przyjechały też młodsze dziewczyny (Elizabeth Regen, Melissa Short i Audrey Wauchope), którym też udostępnił dom, zwłaszcza basen. Wkrótce też paradowały topless. Kobiety pokłóciły się, gdy młodsze chciały zjeść to co Samantha kupiła i wykpiły jej zerwanie z Richardem. W zamian za to Jones rzuciła w nich melonem przez co zbiła szybę i była na ustach wszystkich. |                                  |                            |                      |                                      |                  |

### Seria 6
| 1 | To Market, to Market                 | Wchodzimy na giełdę         | Michael Patrick King | Michael Patrick King              | 22 czerwca 2003  |
| Carrie udałą się na podwójną randkę. Najpierw z Willem Applegate (Wallace Langham), ale okazała się katastrofą. Carrie obawiała się spotkania z Jackiem. W trakcie ucieczki przed Bergerem, spotkała Aidana Shaw. Był już żonaty z Kathy i razem mieli syna o imieniu Tate (James Wilkie Broderick). Carrie poszła dalej ulicą i zadzwoniła do Jacka. Razem spotkali się pod kinem i udali się na seans. Miranda uświadomiła sobie, że kocha Steve’a. Zamierzała mu o tym powiedzieć wieczorem, ale on wyznał jej, że spotyka się z kimś i nie jest już w niej zakochany. Charlotte wciąż przeszkadzało to, że Harry chce mieć za żonę tylko Żydówkę. Podczas seksu Harry, spytany przez York, powiedział, że judaizm nie jest ważny. Nazajutrz ze wszystkiego się wycofał, bo obiecał to matce zanim zmarła. Kobieta przeczytała biografie Elizabeth Taylor i z niej dowiedziała się, że aktorka dla ukochanego przeszła na judaizm. Wieczorem wyjawiła Harry’emu, że może nie dać dziecka Harry’emu, bo jej płodność jest niska. On natomiast odrzekł jej, że będą mogli zaadoptować dziecko. Samantha poznała przystojnego maklera giełdowego, Chipa Kil-Kinneya (Victor Webster). Przyszła do niego z wielkim koszem z prezentami i oboje poszli do łóżka. Mężczyzna doradził jej, by zakupiła akcje określonej firmy, które zyskają na wartości w najbliższym czasie. Wkrótce został aresztowany za handel informacjami w trakcie stosunku z Samanthą. |                                      |                             |                      |                                   |                  |
| 2 | Great Sexpectations                  | Wielkie seksnadzieje        | Michael Patrick King | Cindy Chupack                     | 29 czerwca 2003  |
| Carrie i Berger przeżywali razem randki pełne napięcia seksualnego. Nie szło im jednak w samym łóżku. Dopiero gdy w domu odtworzyli warunki z restauracji, wszystko się udało. Miranda zamieniła „Stevo” na „TiVo”, czyli nagrywarkę filmów na DVD. Dzięki temu zakochała się w serialu „Jules i Mimi” o romansie białej kobiety z czarnoskórym mężczyzną. Magda zepsuła urządzenie przez przypadek i dopiero Steve go naprawił, co ją ucieszyło. Charlotte ogłosiła przyjaciółkom, że przejdzie na judaizm i porzuci kościół episkopalny. Rabin (Pierre Epstein) dwukrotnie ją odrzucił, ale po wyjaśnieniu Harry’ego, że to tylko gra sprawdzająca cierpliwość, ponownie się z nim spotkała. Dzięki temu mogła obserwować rytuał szabasu Samantha zauważyła pięknego i męskiego kelnera (Jason Lewis). Przygotowywała się do zdobycia kelnera, ale wkrótce zrozumiała, że kobiety przychodziły do restauracji tylko ze względu na kelnera, którego pożerały wzrokiem. Cztery godziny później, towarzyski zaczęły się wykruszać aż na polu bitwy została tylko jedna (Julia K. Murney). Jednakże Jones zapłaciła za jej kolację i tak kelner wylądował w jej łóżku. Tam, po całej nocy ciągłego seksu, wyznał jej, że i tak by z nią poszedł. |                                      |                             |                      |                                   |                  |
| 3 | The Perfect Present                  | Czas teraźniejszy dokonany  | David Frankel        | Jenny Bicks                       | 6 lipca 2003     |
| Carrie odwiedziła mieszkanie Bergera. Dowiedziała się, że udekorowała je Lauren, której nienawidził za to, że go zdradziła i odebrała chęć do życia. Teraz chciała zakończyć związek przy obiedzie, by przestał się oglądać w przeszłość. Czuł się tak dopóki nie poznał Carrie. W zamian Bradhaw kupiła mu nagranie szumu morza, zastępując odgłosy lasu od Lauren, na dobry początek nowego związku. Mogła się wyspać w jego mieszkaniu. Big zadzwonił do Carrie z Kalifornii. Carrie powiedziała dziewczynom, że uprawiała seks telefon z Bigiem i trwało to od kiedy się przeprowadził. Charlotte była oburzona, ale po słowach Bergera, sama zadzwoniła do niego. Zakończyła seks-telefony, ale pozostali przyjaciółmi. Miranda dowiedziała się, że dziewczyna Steve’a ma na imię Debbie. Podczas spotkania z dziewczynami, odkryła taśmę prezerwatyw od Steve’a. Pokłociła się potem z ojcem jej dziecka, ale upadek Brady’ego z kanapy przerwał walkę rodziców na słowa. Charlotte była najlepsza na naukach judaizmu. Zmartwiła się, gdy rabin powiedział jej o konieczności całkowitego rozstania się ze starymi świętami. Po raz ostatni ubrała choinkę a Harry kazał zachować jej ulubioną bombkę od babci York. Następnie przeszła mekwę, czyli żydowski proces zanurzenia w wodzie i odrodzenia jako Żydówka. Samantha na torebkowej imprezie u Victorii (Jennifer Coolidge) poznała kelnera, z którym się kiedyś kochała. Na zapleczu uprawiali seks, a Victoria wpadła w szał, gdy ich zobaczyła. Po kolejnym seks-spotkaniu w mieszkaniu Samanthy, mężczyzna powiedział jej, że po incydencie z nią, wyrzucono go z drugiej pracy. Samantha chciała mu wręczyć 300 dolarów, dniówkę najlepszych kelnerów, ale rzucił gotówkę na stół i wyszedł wściekły. Dał się jednak przeprosić, gdy Samantha przebrała się za służącą i wysmarowała go bitą śmietaną. Powiedział jej, że z zawodu jest aktorem i ma na imię Jerry. |                                      |                             |                      |                                   |                  |
| 4 | Pick – A – Little, Talk – A – Little | Konstruktywna krytyka       | David Frankel        | Julie Rottenberg & Elisa Zuritsky | 13 lipca 2003    |
| Carrie przedstawiła Bergera dziewczynom jako swego chłopaka. Polubiły go i Carrie przeczytała jego powieść, „Huragan Pandora”. Uznała, że jest świetne, ale pokłócili się o to, że mieszkanki Manhattanu nie noszą frotki. Przyznał po jakimś czasie, że jego powieść jest słaba, ale porozmawiali o tym. Miranda zrelacjonowała Carrie, Charlotte i Jackowi swą randkę z agentem nieruchomości. Pocałował ją dwa razy i obiecał, że zadzwoni, ale odmówił wejścia do domu ze względu na spotkanie. Berger powiedział jej, że nie był zwyczajnie zainteresowany, Charlotte i Carrie był oburzone, ale Miranda była mu wdzięczna. Podzieliła się tą opinią z dwiema kobietami (Yaani King i Liza Lapira), mającymi ten sam problem, ale zmieszały ją z błotem gdy od nich odeszła. Udała się natomiast na randkę ze znajomym Harry’ego, Paulem (Nick Gregory). Po wizycie w indyjskim barze, zaprosiła go do innego miejsca na kawę. Odmówił jej tylko dlatego, że miał biegunkę. Charlotte przygotowywała się na piątek, na swój pierwszy szabas. Oboje się jednak pokłócili i ze sobą zerwali. Samantha z Jerrym zaczęli realizować najdziksze fantazje seksualne. Poznała przy tym jego uzależneinie od alkoholu i walkę z tym, oraz nazwisko „Jerrod”. |                                      |                             |                      |                                   |                  |
| 5 | Lights, Camera, Relationship         | Światła, kamera, związek    | Michael Engler       | Michael Patrick King              | 20 lipca 2003    |
| Carrie zaprowadziła swego chłopaka do salonu Prady, ale on nie zgodził się, by kupiła mu drogą koszulę. Carrie, po rozmowie z Courtney (Amy Sedaris), usłyszała, że wydawnictwo zrezygnowało z wydania drugiej książki Jacka. Oboje udali się na przedstawienie chłopaka Samanthy, ale Jack powiedział jej, że to nie jest jego wieczór. Poprosił Carrie o powrót do domu, a ona się zgodziła. Po tym jak odszedł, spotkała Stanforda, który usiadł na miejscu Bergera. Miranda wciąż udawała, że nie kocha Steve’a. Mimo że on ją nieświadomie kusił, musiała trzymać się od niego z daleka. Nie mogła też upiec babeczek dla Debbie. Charlotte spotkała się z Anthonym dwa tygodnie po rozstaniu. On kazał jej iść do przodu z życiem i wybrać sobie następnego partnera. Sam wiedział, co to znaczy bolesne rozstanie, bo Brazylijczyk Paolo złamał mu kiedyś serce. Charlotte udała się na przedstawienie Jerroda na Brooklynie. Siedziała pośród par i doszła do wniosku, ze samotność nie jest jej przeznaczeniem.Samantha, w zamian za obietnicę wielorakiego szczytowania podczas seksu, zgodziła się udać na przedstawienie Jerry’ego w piątek pt. „Księżyc w pełni”. Sztuka byłaby nudna dla Samanthy, gdyby nie to, że Jerry wszedł na scenę i po chwili odgrywał swą rolę zupełnie nagi. Po zakończeniu, mieli się kochać gdy nagle Jerry oświadczył, że rzucił kelnerowanie, bo sądził, że sztuka okaże się sukcesem. Skoro chciał być aktorem, Samantha zgodziła się wykreować z niego gwiazdę, by samemu mogła kroczyć po czerwonym dywanie. Zdecydowała się zmienić mu imię na Smith. Podczas kolejnego występu, sala pękała w szwach. Samantha tym razem wsłuchała się w monolog byłego kelnera, a on sam zrobił furorę. |                                      |                             |                      |                                   |                  |
| 6 | Hop, Skip and a Week                 | Od rozłąki do rozstania     | Michael Engler       | Amy B. Harris                     | 27 lipca 2003    |
| Carrie zaczełą się kłócić z Jackiem, o pisanie czy problemu Charlotte z randkami z nudnymi mężczyznami. Pisarz zaproponował dziewczynie, by od siebie odpoczęli. Carrie w trakcie kolejnego szkolenia na przysięgłą, zmieniła zdanie co do Bergera, a mężczyzna przyszedł do jej mieszkania. Przyniósł jej różowe goździki, wyznał jej miłość i chciał zacząć od nowa. Pisarka obudziła się nazajutrz w swoim łóżku i nie zastała Jacka w domu. Zostawił jej samoprzylepną karteczkę na laptopie z napisem: „Wybacz, nie potrafię, nie gniewaj się.” Miranda nie nadążała z wypełnianiem obowiązków. Miała też wyrzuty sumienia, gdy zostawiała syna z Magdą. W końcu zauważyła, że Brady zaczął płakać gdy Magda odchodziła od niego, a nie jak dotychczas, gdy robiła to ona. W pracy zażądała maksymalnie 55 godzin pracy w tygodniu, a w domu przykleiła swoje zdjęcia na wiszącym nad łóżeczkiem syna karuzeli, by o niej pamiętał. Charlotte zaczęła udzielać się w synagodze. Inne żydowskie matki zaczęły umawiać ją na randki z własnymi synami, ale były one katastrofą. Na wieczorze samotnych serc spotkała Harry’ego. Podeszła do niego i wzruszona, powiedziała mu, że tęskni, bardzo go kocha i chce z nim być, nawet bez ślubu, bo przy nim będzie szczęśliwa. Harry odparł, że to nie wystarczy po czym ukląkł i spytał się, czy zostanie jego żoną. Z radością się zgodziła. Samantha zdołała namówić Smitha do występu w reklamie wódki „absolut”. Plakat, na którym rozciągał się bez jakiegokolwiek stroju, gdzie krocze przesłoniła mu butelka firmy, a na dole widniał napis ABSOLUT HUNK, w wielkim formacie wywieszony został na jednej z najbardziej ruchliwych ulic miasta. Jerrod był pod wielkim wrażeniem całości. Wkrótce zauważył, że wszyscy się z niego śmieją, ale Samantha zapewniła go, że najpierw docenią Smitha homoseksualiści, następnie dziewczyny, a na samym końcu show-biznes. Bardzo w to wątpił, ale wkrótce jej słowa się sprawdziły. Tydzień później Gus Van Sant zaproponował mu rolę w filmie, którą przyjął. |                                      |                             |                      |                                   |                  |
| 7 | The Post – It Always Sticks Twice    | Samoprzylepna wiadomość     | Alan Taylor          | Liz Tuccillo                      | 3 sierpnia 2003  |
| Carrie była wściekła z powodu takiej formy zerwania. Skłamała znajomym Bergera, że był zły w łóżku a gdy to wyjaśniła, nakrzyczała na nich. Zapaliła później marihuanę od Samanthy, ale policja nakryła ją na tym. Gdy pokazała funkcjonariuszowi karteczkę od Bergera, wypuścił ją z mandatem. Nie miała pojęcia dlaczego odszedł, ale przynajmniej dał jej powód do zapalenia, śmiechu i jedzenia lodów w ulubionym lokalu. Miranda byłą szczęśliwa gdy weszła w jeansy nie noszone od 18 lat. Flirtowała z Peterem (Brent Crawford) i od innej trójki chłopaków zdobyła informacje gdzie otrzymają marihuanę od dilera. Poszła do baru, gdzie flitowała z trójką młodszych mężczyzn. Jej szczęście zmniejszyło się, gdy sponie odpięły się podczas jedzenia lodów. Charlotte powiedziała dziewczynom o swoich zaręczynach. Odkryła też, że jej pierścionek pasował do każdej kreacji oprócz pierwszej sukni ślubnej. Miała wyrzuty sumienia i chciała mieć skromny ślub, ale po wyjściu z dziewczynami do klubu, Charlotte zechciała mieć druhny na swym weselu. Pozwoliła im na ubranie się we własne sukienki na co się zgodziły krzykiem radości. Samantha zachęciła Smitha do wystąpienia w Total Request Live. Kazała mu powiedzieć, że jest samotny i nie ma jakieś szczególnej osoby na oku. Samantha widziała występ i pocałowała siedzącego obok mężczyznę (Gabe Doran), którego amory przed chwilą odrzuciła. Jego dziewczyna (Kim Director) przeszkodziła im, a koleżanki (Michele Santopietro, Suzanne Didonna i Michele Santopietro) zagroziły jej pobiciem. Gdy wybiegła z baru, zapaliły zwiniętą marihuanę i Smith zadzwonił do niej. Zakłócenia zmusiły ją do odejścia kilka kroków i pogratulowała mu. |                                      |                             |                      |                                   |                  |
| 8 | The Catch                            | O łapaniu                   | Alan Taylor          | Cindy Chupack                     | 10 sierpnia 2003 |
| Carrie miała problemy z opanowaniem trapezu oraz po nocy spędzonej ze znajomym Harry’ego, Howie Halbersteinem (Bryan Callen). Seks z nim przypominał kopulację królików i nadwerężył jej kręgosłup. Charlotte i Harry byli pochłonięci przygotowaniami do ślubu. Wydrukowano ich zdjęcie do „The Times”. Sama uroczystość oraz wesele okazały się małymi katastrofami, lecz Bradshaw przekonała ją, że to oznaka udanego małżeństwa. Miranda nie mogła się przełamać do tego by poznać nową dziewczynę Steve’a, Debbie (Eleni Fuaixis). Samantha, przyzwyczajona do niezależnego życia, zmagała się faktem posiadania przy sobie partnera. |                                      |                             |                      |                                   |                  |
| 9 | A Woman’s Right to Shoes             | Niezbywalne prawo do butów  | Tim Van Patten       | Jenny Bicks                       | 17 sierpnia 2003 |
| Szpilki Carrie zostały skradzione na imprezie u Kyra Bronson (Tatum O’Neal), która nie chciała przeprosić, ale na dodatek skrytykowała Carrie za kupno drogiego obuwia oraz za styl życia. Zyskała nową parę, gdy zaaranżowała ślub, sama ze sobą. Miranda miała ospę od dziecka i zaczęła flirt z przystojnym ciemnoskórym lekarzem, Robertem Leeds (Blair Underwood), którzy wprowadził się właśnie do jej budynku. Charlotte ciężko było przystosować się do życia z Harrym, ponieważ wszędzie zostawiał torebki od herbaty a później chodził nag po mieszkaniu. Samanthę denerwowały dzieci, które przychodziły z rodzicami do eleganckich restauracji i zachowywały się głośno. |                                      |                             |                      |                                   |                  |
| 10 | Boy, Interrupted                     | Chłopak po przejściach      | Tim Van Patten       | Cindy Chupack                     | 24 sierpnia 2003 |
| Carrie wybrała się na randkę ze swoim dawnym zauroczeniem ze szkoły średniej, Jeremym (David Duchovny). Okazało się, że jest pacjentem centrum terapeutycznego. Charlotte i Stanford dowiedzieli się od Anthony’ego, że Marcus był kiedyś escortem o imieniu Paul. 'Miranda rozwinęła swój związek z Robertem, lekarzem grupy New York Knicks. Samantha spotkała Phoebe (Geri Halliwell), która powiedziała jej o basenie na szczytu apartamentowca. W związku z tym udała, że jest członkinią i Brytyjką. |                                      |                             |                      |                                   |                  |
| 11 | The Domino Effect                    | Efekt domina                | David Frankel        | Julie Rottenberg & Elisa Zuritsky | 7 września 2003  |
| Carrie objawiła niepokojące ją zachowanie na wieść o operacji serca u Biga. Za każdym razem dostawała nagłego ataku płaczu. Znaleźli zator i mieli go usunąć. Zatroszczyła się o niego i uznał, że jest aniołem. Zmiana była ledwo zauważalna, ale wiedziała, że jego serce znów się zamknęło. Charlotte, po tym jak zobaczyła ciężarną Bitsy von Muffling (Julie Halston), zdecydowała się poddać akupunkturze u jej lekarza, doktora Mao (Hoon Lee), by sama mogła mieć dzieci. Mirandę nieco ucieszyły okoliczności w jakich poznali się Steve i Robert, ale nie spodziewała się uderzenia w postaci poznania dziewczyny Steve’a (Eleni Fuaixis). Samantha była gotowa zrobić ze Smithem wszystko w sypialni, ale z najwyższym trudem przychodziło jej trzymanie się z nim za dłonie w miejscu publicznym. |                                      |                             |                      |                                   |                  |
| 12 | One                                  | Numer jeden                 | David Frankel        | Michael Patrick King              | 14 września 2003 |
| Carrie poznała przystojnego artystę w galerii o imieniu Aleksandr Petrovsky (Michaił Barysznikow). Charlotte zaszła w ciążę, lecz poroniła. Gdy zobaczyła dokument o Elizabeth Taylor, wzięła się w garść i udała się na przyjęcie urodzinowe Brady’ego. Miranda miała problem z powiedzeniem Robertowi „kocham cię” po tym gdy ten wyznał jej to pierwszy. Oznajmiła te słowa Steve’owi i trzy tygodnie później znóe byli razem. Samantha zaczęła hodować włosy łonowe dla Smitha, ale zauważyła na nich siwy włos. Przefarbowała je na rudo i w końcu zgoliła. |                                      |                             |                      |                                   |                  |
| 13 | Let There Be Light                   | Niech się stanie światłość  | Michael Patrick King | Michael Patrick King              | 4 stycznia 2004  |
| Carrie zaczęła się przywiązywać do Aleksandra, ale nie mogła zignorować jego przeszłości kobieciarza. Charlotte starała się zapomnieć o swym poronieniu przez zaangażowanie w prace charytatywne. Steve wprowadził się do Mirandy i oboje musieli znaleźć sposób na unikanie Roberta. Dopiero Steve przekonał się, że nie będzie ich niepokoił. Samantha uznała, że Smith zachowuje się dziecinnie i zdradziła go z Richardem, ale dostrzegła w nim coś więcej, gdy pomimo tego poczekał na nią i – zapłakaną – odprowadził do domu. |                                      |                             |                      |                                   |                  |
| 14 | The Ick Factor                       | Lukier na potęgę            | Wendey Stanzler      | Julie Rottenberg & Elisa Zuritsky | 11 stycznia 2004 |
| Carrie była rozpieszczana przez artystę Petrovsky’ego, który czytał jej wiersze, grał dla niej na pianinie, zapraszał do opery. Ona nie przywykła do takiego traktowania i powiedziałą mu o tym, a po tym jak zatańczyli na ulicy, zemdlała. Zamiast w operze, kochankowie zakończyli wieczór w McDonald’s. Charlotte opowiedziała mężowi na jakie romantyczne gesty zdobył się Petrovsky i Harry zabrał ją do francuskiej restauracji na kolację. Niestety skończyła się biegunką dla obojga Goldenblatt’ów. Miranda oświadczyła się Steve’owi na co on się zgodził. Pobrali się, w trakcie skromnej uroczystości, w miejskim parku. Wszyscy goście zostali zaproszeni do lokalnej restauracji, gdzie Miranda odkryła urok posiadania teściowej, Mary (Anne Meara). Samantha zapragnęła powiększyć sobie piersi, jednak podczas wstępnego badania wyszło na jaw, że ma raka. Podzieliła się tą nowiną z przyjaciółkami na weselu Mirandy. |                                      |                             |                      |                                   |                  |
| 15 | Catch – 38                           | Kazus 38 – latki            | Michael Engler       | Cindy Chupack                     | 18 stycznia 2004 |
| Carrie zaopiekowała się Bradym, ale odkryła, że Aleksandr nie wyrażał chęci posiadania więcej własnych dzieci. Charlotte była przerażona tym, że Brady widział ją i Harry’ego uprawiających seks. Miranda i Steve udali się w podróż poślubną. Jej przeszkadzało to, że mąż chce uprawiać bez przerwy seks i wciągnęła się gdy „urlop” miał się skończyć. Samantha była wściekła gdy lekarz (David Deblinger) zasugerował, że rak mógł powstać z powodu braku dzieci. Dlatego udała się do znanej i jednej na najlepszych onkolożek w mieście. Ona i znajoma z poczekalni, siostra Anne Marie (Julia Sweeney), zostały wpisane na spotkanie gdy specjalistka PR wspomniała o tym, że spotyka się ze Smithem. |                                      |                             |                      |                                   |                  |
| 16 | Out of the Frying Pan                | Mechanizm obronny           | Michael Engler       | Jenny Bicks                       | 25 stycznia 2004 |
| Carrie była wściekła na Petrovsky’ego gdy ten nie wierzył w to, że Samantha wyzdrowieje. Sam miał przyjaciółkę o imieniu Sophie, która przegrała walkę z rakiem. Był tym zaskoczony bo sam sądził, że nie umrze. Charlotte spotkała w parku Trudy Stork (Dana Ivey), właścicielkę psa rasy Cavalier king charles spaniel i porozmawiały o jej niemożności zajścia w ciążę. Żona Harry’ego otrzymała później tę suczkę od Trudy i przechrzciła ją na Elizabeth Taylor. Miranda przeprowadziła się na Brooklyn, gdzie wraz ze Steve’em znalazła duży dom. Barman zobowiązał się go wyremontować. Samantha musiała się zmagać z wypadaniem włosów w wyniku chemioterapii. W ramach wsparcia, Smith zgolił swoje włosy a Smanatha ubrała perukę na premierę jego filmu. |                                      |                             |                      |                                   |                  |
| 17 | The Cold War                         | Zimna wojna                 | Julian Farino        | Aury Wallington                   | 1 lutego 2004    |
| Carrie była zasmucona faktem, że Aleksandr odmówił pokazania jej swoich prac czy przedstawienia się przyjaciółkom. Miał wątpliwości wobec tego co robił. Skasowała przy okazji wiadomości głosowe od Biga. Charlotte zdecydowała się ponownie wprowadzić swego psa na pokazy. Na miejscu okazało się, że Elizabeth ma cieczkę, ale wygrała zawody. W parku, dała się pokryć kilku psom. Miranda przyzwyczaiła się do życia na Brooklynie, zwłaszcza po przeprowadzonych naprawach Steve’a. Samantha miała problem, gdy gazeta plotkarska uznała Smitha za geja a Samanthę za jego zasłonę dymną. Dlatego też nagrała seks-taśmę i rozpowszechniła ją pośród ludzi oraz w Internecie. |                                      |                             |                      |                                   |                  |
| 18 | Splat!                               | Mokra plama                 | Julian Farino        | Jenny Bicks & Cindy Chupack       | 8 lutego 2004    |
| Carrie została poproszona przez Aleksandra by przeprowadziła się do Paryża. Wahała się, ale, dopiero gdy na przyjęciu Enid (Candice Bergen), porozmawiała z Lexi Featherston (Kristen Johnston) i widziała jej śmierć, zdecydowała się na wyjazd. Zrezygnowała też pracy w „New Yorkerze”. Charlotte odkryła, że Elizabeth jest szczenna, wcześniej od właścicielki. Na początku była wściekła, ale szczeniaki obudziły w niej instynkt macierzyński. Miranda była przeciwna wyjazdowi przyjaciółki do Europy i usiłowała odwieźć Carrie od tego pomysłu. Samantha nazwała Smitha per „chłopak”, po raz pierwszy w życiu oraz poparła pisarkę felietonów w jej decyzji. |                                      |                             |                      |                                   |                  |
| 19 | An American Girl in Paris, Part Une  | Amerykanka w Paryżu część 1 | Tim Van Patten       | Michael Patrick King              | 15 lutego 2004   |
| Carrie po raz kolejny odrzuciła telefon od Biga i wygarnęła mu w twarz, że zawsze zjawia się wtedy, gdy ona jest z kimś by zniszczyć ten związek. Nie chciała być wodzona za nos bo to robił on z nią, przez ostatnie 6 lat. Następnie zjadła kolację z dziewczynami, na której wszystkie się rozpłakały. Poleciała do Paryża, ale pomimo początkowego zachwytu, nie nawiązała więzi z córką Aleksandra, Chloé (Cécile Cassel), nie rozumiała do końca języka i faktycznie, była sama w tym europejskim mieście. Zgubiła przy tym wisiorek ze swym imieniem. Charlotte i Harry zdecydowali się na adopcję dziecka. Miranda otrzymała telefon od Carrie i wiedziała, że jej najgorsze obawy się spełniły. Dlatego kazała Bigowi sprowadzić Bradshaw do Nowego Jorku. Samantha która ciągle się pociła od chemioterapii, została poproszona przez gospodynie (Anne De Salvo i Jennifer Gelfer) bankietu na rzecz walki z rakiem o mowę motywacyjną. Starała się do niej przygotować profesjonalnie, ale otrzymała owacje na stojąco, dopiero gdy soczyście przeklnęła i zdjęła perukę. |                                      |                             |                      |                                   |                  |
| 20 | An American Girl in Paris, Part Deux | Amerykanka w Paryżu część 2 | Tim Van Patten       | Michael Patrick King              | 22 lutego 2004   |
| Carrie poznała byłą żonę Petrovsky’ego, Juliette Bilogue (Carole Bouquet). Były bardzo podobne i zaniedbane przez Aleksandra. Pisarka spotkała swych fanów (Julien Rouleau i Myriam Blanckaert) w Paryżu. Umówiła się z nimi na spotkanie, ale prapremiera wystawy Petrovsky’ego przedłużyła się i nie doszło ono do skutku. Carrie znalazła za to swój wisiorek i zerwała z Aleksandrem. Po drodze spotkała Biga, który chciał pobić Rosjanina za to, że przypadkowo spoliczkował Carrie. Ostatecznie wyznał pisarce to czego oczekiwała od 6 lat: „jesteś kobietą mojego życia”. Odwiózł ją do Nowego Jorku i sam zdecydował się sprzedać swój interes w Napa, by być bliżej ukochanej. Charlotte i Harry spotkali się z rodzicami (Alicia Goranson oraz Randy Ryan), którzy początkowo byli skłonni oddać swe dziecko, ale zmienili zdanie. Ostatecznie małżeństwu Goldenblatt otrzymało zgodę na adopcję malutkiej Azjatki, prosto z Chin, którą mieli otrzymać za 6 miesięcy. Miranda zaopiekowała się swoją teściową, która zaczęła zdradzać oznaki Alzheimera. Magda była z niej bardzo dumna i pocałowała ją w czoło. Chemioterapia Samanthy niemal zabijała jej życie seksualne. Dlatego dała Smithowi – tylko na kilka dni – wolną rękę na planie nowego filmu o barbarzyńcy. Pomimo tego, on wrócił do miasta i wyznał miłość swej kobiecie. Samantha przyznała, że on znaczył więcej niż inni mężczyźni. Później, przypieczętowali to długim i głośnym seksem. |                                      |                             |                      |                                   |                  |

Ponadto na zakończenie 6 szóstego sezonu serialu, zostały przygotowane 3 różne alternatywne zakończenia.
- Big przeprowadzi się z Napa w Kalifornii do Nowego Jorku, ale on i Carrie, pomimo tego, że będą w związku, postanowią mieszkać osobno[8],
- Aleksandr Petrovsky i Carrie wezmą ślub, a pisarka, będąc w Nowym Jorku, poprosi swoje koleżanki, by były jej druhnami[9],
- Big i Carrie zerwali ze sobą pomimo jego lotu do Paryża. Carrie została singielką[10].

Zostały one zrealizowane tylko po to, by fani serialu nie wiedzieli, aż do premiery finału, jak ich serial się zakończy.